# El Hierro
El Hierro [elˈjero] (hierro: spanisch für ‚Eisen‘; abgeleitet vom früheren [italienischen] Namen Ferro) ist die westlichste der Kanarischen Inseln im Atlantischen Ozean. Sie gehört zur spanischen Provinz Santa Cruz de Tenerife. Mit 3,59 Prozent Anteil an der Landfläche des Archipels ist sie die kleinste der sieben traditionellen Inseln mit eigener Verwaltung. El Hierro ist 1458 Kilometer vom spanischen Festland (Cádiz) entfernt, hat eine Fläche von 268,71 km² und 11.806 Einwohner (Stand: 2024) was einer Bevölkerungsdichte von 44 Einwohnern/km² entspricht. El Hierro wurde im Jahr 2000 von der UNESCO zum Biosphärenreservat erklärt. Da El Hierro durch den Massentourismus nicht erschlossen ist, haben viele Orte der Insel ihren ursprünglichen Charakter erhalten.

## Verwaltung
El Hierro gehört zur spanischen Provinz Santa Cruz de Tenerife in der seit 1982 bestehenden Spanischen Autonomen Gemeinschaft Canarias (Kanarische Inseln) und damit seit 1986 zur EU. Die Hauptstadt der Insel ist Villa de Valverde in der Gemeinde Valverde, die Landessprache ist Spanisch.
El Hierro besitzt einen eigenen Inselrat, den Cabildo Insular, und wurde am 15. September 2007 in drei Municipios (Gemeinden) mit eigener Stadtverwaltung gegliedert: Valverde, La Frontera und El Pinar. Diese sind Mitglied im Interessenverband der Gemeinden der Kanarischen Inseln Federación Canaria de Municipios (FECAM). Zum Präsidenten des Inselrates von El Hierro wurde 2019 Alpidio Armas González von der PSOE gewählt.
Zwischen 1913 und 2007 war die Insel lediglich in die beiden Gemeinden Valverde und La Frontera gegliedert. Nachdem im Oktober 2006 erste Bestrebungen zur Ausgliederung von El Pinar aus La Frontera aufkamen, wurde El Pinar im September 2007 schließlich selbständig und damit dritte Gemeinde der Insel.

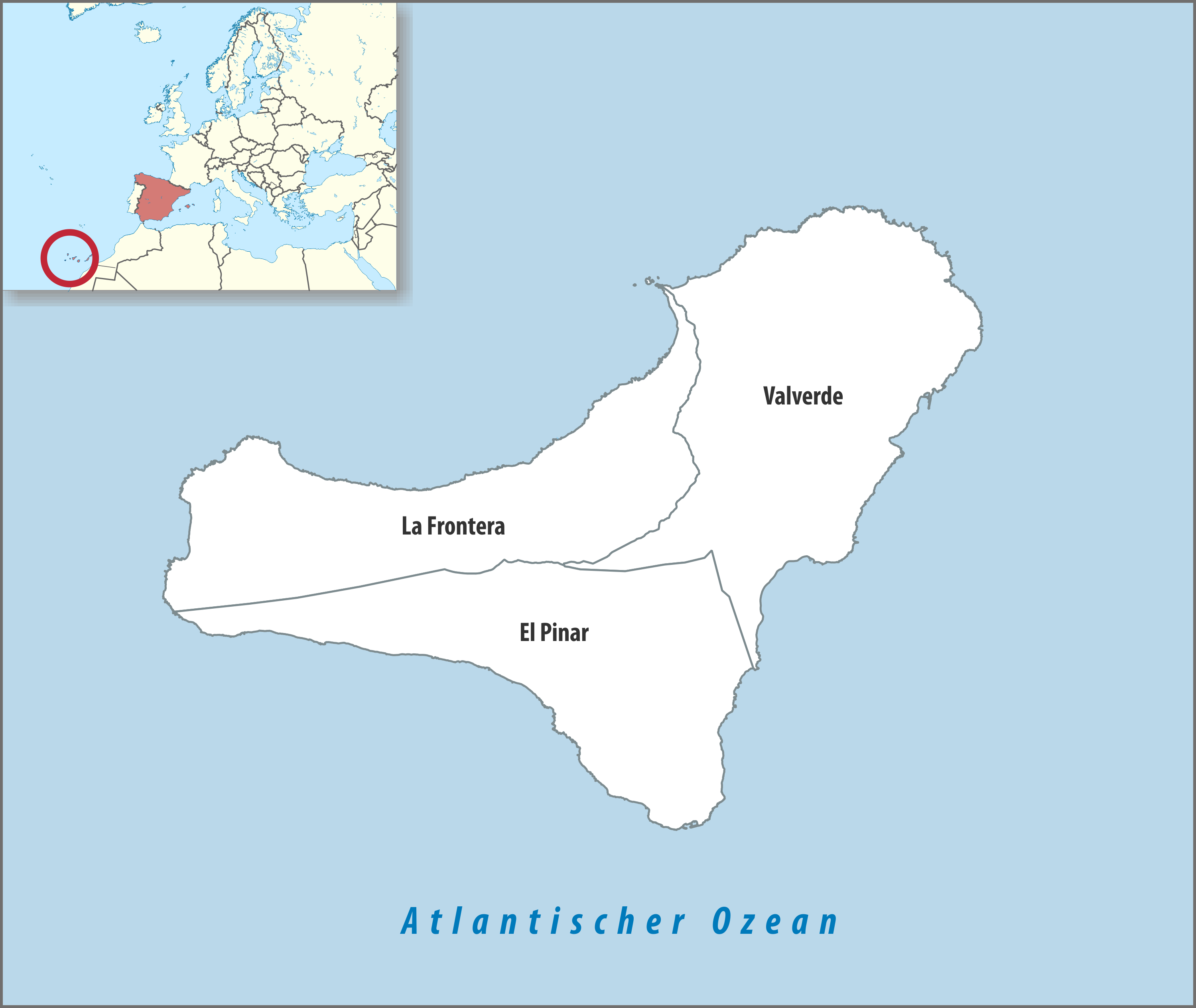
Gemeinden von El Hierro

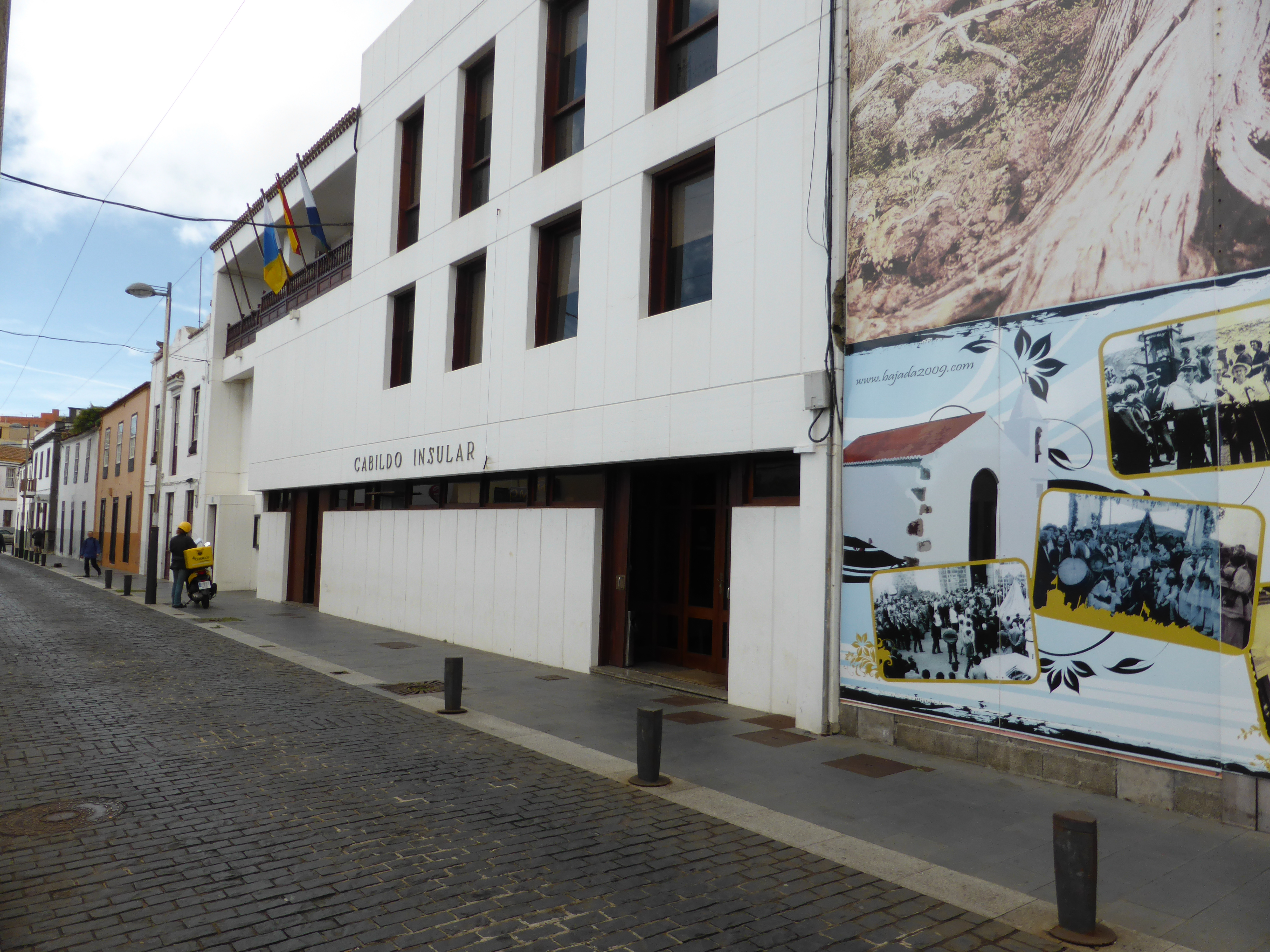
Gebäude der Inselregierung in Villa de Valverde

| Gemeinde    | Einwohner (2024) | Fläche km² | Dichte Einw./km² | Cod INE | Postleitzahl               |
| ----------- | ---------------- | ---------- | ---------------- | ------- | -------------------------- |
| La Frontera | 4.528            | 80,12      | 57               | 38013   | 38911                      |
| El Pinar    | 2.010            | 84,95      | 24               | 38901   | 38914, 38917               |
| Valverde    | 5.268            | 103,65     | 51               | 38048   | 38900, 38910, 38915, 38916 |
| El Hierro   | 11.806           | 268,72     | 44               | –       | –                          |

Präsidenten der Inselverwaltung
| Nr. | Name                         | Beginn         | Ende           | Partei                                                          |
| --- | ---------------------------- | -------------- | -------------- | --------------------------------------------------------------- |
| 1.  | Tomás Padrón Hernández       | 1979           | 1991           | Agrupación Herreña Independiente (AHI) – Coalición Canaria (CC) |
| 2.  | Venancio Acosta Padrón       | 1991           | 1991           | AHI – CC                                                        |
| 3.  | Inocencio Hernández González | 1991           | 1995           | Partido Socialista Obrero Español (PSOE)                        |
| 4.  | Tomás Padrón Hernández       | 1995           | 2011           | AHI – CC                                                        |
| 5.  | Belén Allende Riera          | Mai 2011       | September 2011 | AHI – CC                                                        |
| 6.  | Alpidio Armas González       | September 2011 | 2015           | parteilos                                                       |
| 7.  | Belén Allende Riera          | 2015           | 2019           | AHI – CC                                                        |
| 8.  | Alpidio Armas González       | 2019           | bis heute      | Partido Socialista Obrero Español (PSOE)                        |

## Geschichte

### Erste Besiedlung
Phönizische Seefahrer waren vermutlich zu Beginn des 1. Jahrtausends v. Chr. die ersten Menschen, die die Kanarischen Inseln erreichten. Archäologische Funde zeigen, dass dort bereits zu dieser Zeit erste Siedlungen gegründet wurden. In der Folgezeit gab es wirtschaftliche Verbindungen zum Mittelmeergebiet. Spätestens im 3. Jahrhundert v. Chr. wurden Menschen aus dem Gebiet nördlich und südlich der Meerenge von Gibraltar auf den Kanaren angesiedelt. Auf einigen Inseln fanden Archäologen Reste von Salinen und einer Produktionsanlage für Purpur aus dem 1. Jahrhundert v. Chr. Der Kolonialisierungsprozess ist nicht auf allen Inseln gleich verlaufen. Die ältesten auf El Hierro nachgewiesenen Funde in der Cueva de La Lajura stammen aus dem 2. Jahrhundert n. Chr.

### Zeit der isolierten Entwicklung
Die durch archäologische Funde belegte Anwesenheit von römischen oder romanisierten Seefahrern auf der gesamten Inselgruppe endete im 3. Jahrhundert n. Chr. gleichzeitig mit der Krise des Römischen Imperiums. Da die Bimbaches, die Ureinwohner der Insel El Hierro, weder Werkzeuge zum Bau von seetüchtigen Schiffen noch nautische Kenntnisse besaßen, bestanden keine Verbindungen zu den Einwohnern der anderen Kanarischen Inseln. In den folgenden rund 1000 Jahren bis zum 14. Jahrhundert entwickelte sich auf El Hierro eine eigene Kultur der Bimbaches.

### Unterwerfung der Ureinwohner durch Europäer
Seit europäische Seefahrer und Händler in der Mitte des 14. Jahrhunderts den Seeweg zu und von den Kanarischen Inseln problemlos zurücklegen konnten, kam es immer wieder zu Überfällen auf die Ureinwohner, die gefangen und als Sklaven im Mittelmeerraum und auf der Iberischen Halbinsel verkauft wurden. Im Jahr 1393 fing eine Expedition eine große Anzahl von Inselbewohnern; unter ihnen war Augerón, ein Bruder des Königs der Insel. Kurz vor der Ankunft des Franzosen Jean de Béthencourt sollen bei einer weiteren Expedition 400 Personen gefangen worden sein. 1405 landete Jean de Béthencourt im Auftrag des kastilischen Königs Heinrich III. im Süden El Hierros in der Bahía de Naos. In der Chronik „Le Canarien“ wird u. a. die diplomatische und militärische Vorgehensweise bei der Unterwerfung der Bimbaches dargestellt. Ein Bruder des Königs Armiche, den Jean de Béthencourt auf dem Sklavenmarkt in Aragonien gekauft hatte, diente als Vermittler.
Dem König wurde freies Geleit zu den Gesprächen zugesichert. Als er sich dann mit Jean de Béthencourt traf, ließ dieser ihn und seine 111 Begleiter festnehmen und als Sklaven verkaufen. Auf der Insel wurden 120 französische Siedler angesiedelt. Diese unehrliche Aktion wird im Le Canarien damit entschuldigt, dass auf diese Art der Widerstand auf der Insel ohne Kämpfe gebrochen werden konnte.

### Entwicklung unter der Herrschaft der Krone von Kastilien
Nach der Unterwerfung der Bevölkerung der Inseln Lanzarote, Fuerteventura und El Hierro und vergeblichen Versuchen der Eroberung anderer Inseln verließ Jean de Béthencourt im Dezember 1405 die Kanaren und übertrug die Herrschaft Maciot de Béthencourt. Am 15. November 1418 übertrug Maciot de Béthencourt die herrschaftlichen Rechte an den Kanarischen Inseln im Namen von Jean de Béthencourt unwiderruflich auf den Grafen von Niebla, Enrique de Guzmán. Der Graf bestätigte Maciot de Béthencourt als Hauptmann und Gouverneur der Inseln.
In den folgenden Jahren gingen die Eigentumsverhältnisse an den Kanarischen Inseln durch Schenkung, Kauf und Erbschaft immer wieder auf andere Lehensmänner des Königs von Kastilien über. Nach dem Übergang der Lehensherrschaft der Insel El Hierro auf Hernán Peraza (El Viejo) unternahm dieser eine Neueroberung der Insel, mit der Hilfe von 300 Männern, die von den Inseln Lanzarote und Fuerteventura stammten. Die Bimbaches mussten kapitulieren und wurden anschließend, soweit sie es nicht schon waren, getauft. Im Jahr 1452 erbten Inés Peraza de las Casas und ihr Ehemann Diego García de Herrera y Ayala die Herrschaftsrechte auch auf der Insel El Hierro. Unter der Herrschaft der Familie Peraza-Herrera wurden neue Kolonisten aus Kastilien angesiedelt. Ein Bericht aus dem Jahr 1632 stellte fest, dass es zwar noch Ureinwohner gebe, die Sprache aber seit Beginn des 17. Jahrhunderts verschwunden sei.

### Christoph Kolumbus
Auf seiner zweiten Reise steuerte Christoph Kolumbus nach La Gomera auch noch El Hierro an, um frisches Wasser und Nahrungsmittel zu laden. Er wollte auf günstigen Wind warten, der seine Flotte von 17 Schiffen schnell westwärts ziehen lassen sollte. Nach 19 Tagen auf El Hierro, am 3. Oktober 1493, blies sie ein kräftiger Passat von der Bahía de Naos aus in die Neue Welt.

### Ehemaliger Nullmeridian

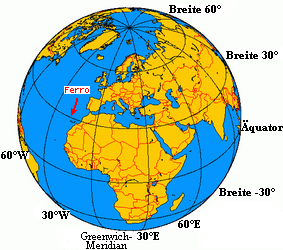
Ferro-Meridian und Greenwich-Längengrade

In der Antike galten die Kanarischen Inseln als das westliche Ende der Welt. Claudius Ptolemäus legte daher um 150 den durch die Kanaren verlaufenden Meridian als Nullmeridian fest. Später wurde diese Festlegung auf die westlichste Insel El Hierro präzisiert. Es entstand der Ferro-Meridian, nach dem sich die geographischen Koordinaten zahlreicher Navigations- und Landkarten vom 16. bis ins 19. Jahrhundert richteten. Damit wurde die Insel im Volksmund auch Isla del Meridiano oder Isla del Meridiano Cero genannt. Erst als 1884 der Meridian von Greenwich als Nullmeridian international festgelegt worden war, begann seine Bedeutung zu schwinden.

### Verbannungsinsel
Im 19. Jahrhundert wurde El Hierro für Madrid interessant. Unbequeme Politiker, Militärs und Freigeister verbannte man auf dieses Eiland. Die Inselbewohner profitierten auch davon, denn Leandro Pérez, aus politischen Gründen verbannt, war der erste Mediziner auf der Insel. Er wurde von der Bevölkerung geachtet.

### Weg zur Neuzeit
Im Juli 1899 vernichtete ein Großbrand das Rathaus von Valverde und das darin befindliche Inselarchiv, das seit 1553 geführt worden war. Viele bedeutende Dokumente über die Geschichte der Insel gingen verloren. Etwa zu dieser Zeit brach eine Pockenepidemie aus, und lange Dürre folgte auf starke Regenfluten. 1912 entstanden die beiden Gemeinden Valverde und La Frontera. Jede Insel, so auch El Hierro, darf sich seitdem selbst verwalten. Es wurde das Cabildo Insular, die Inselregierung eingerichtet. Der Erste Weltkrieg ging an der Insel spurlos vorüber. Während der Zweiten Republik (1931–1936) wurden der Hafen ausgebaut, Straßen angelegt, die Wasserversorgung verbessert und Schulen erweitert. Auch der Zweite Weltkrieg brachte El Hierro wenig Unheil, im Gegensatz zu den anderen Inseln.

### Emigration
Die verschiedenen Auswanderungswellen hatten ihre Gründe in politischen Krisen und Dürre- und Hungerjahren. Ziele waren unter anderem Kuba, Venezuela und Puerto Rico. Noch 1949/1950 stachen von El Hierro aus kaum hochseetaugliche Segelschiffe ohne Motoren zur Atlantiküberquerung in See. Einige Auswanderer kehrten später wieder zurück.
1948 zwang erneut eine Dürre eine große Anzahl von Einwohnern zur Auswanderung. Die Brunnen auf der Insel waren ausgetrocknet, die Landwirtschaftsprodukte verdorrten, Kühe und Schafe starben. Don Tadeo Casañas auf Hierro bemerkte eines Nachts, dass durch das undichte Dach Wasser tropfte; die Sträucher auf seinem Dach hatten den Nebel zu Wasser kondensieren lassen. Er erinnerte sich an Erzählungen über die Ureinwohner auf Hierro, die an ihrem heiligen Baum, dem Garoé, Wasser auffingen, das aus dem Nebel kondensiert war. Tadeo riet seinen Nachbarn, Sträucher oder Platten auf ihren Dächern anzubringen, um so Wasser aus dem Nebel zu „melken“. Er rettete sie so vor dem Verdursten.

### Irreguläre Migration
Im Oktober 2023 verlangte El Hierro Hilfe von der EU zur Bewältigung der zunehmenden irregulären Migration. Auf den spanischen Kanaren seien in den ersten zehn Monaten 2023 fast 32.000 Migranten gelandet. Dabei sei unklar, warum immer öfter das kleine El Hierro angesteuert werde.

### Zivile Raketenbasis und militärische Radaranlage
In den 1990er Jahren gab es Pläne der spanischen Regierung und der autonomen Regierung der Kanarischen Inseln, eine zivile Raketenbasis auf der Insel zu installieren. Die Europäische Weltraumbehörde (ESA) in Paris plante, etwa zwei Forschungssatelliten pro Jahr in den Weltraum zu senden, es soll jedoch auch Pläne für bis zu 15 Starts gegeben haben. Aus Sicherheitsgründen hätte man zum Startzeitpunkt benachbarte Dörfer evakuieren müssen. Das hatte massive Proteste der Inselbewohner zur Folge. Sie wollten die einzigartige Natur und ihre Umwelt schützen. Im Februar 1997 lehnte ein Sonderausschuss des kanarischen Parlaments das Vorhaben mit großer Mehrheit ab.
Über das Vorhaben, eine militärische Radarfrühwarnanlage auf dem Gipfel des Malpaso zur Flugzeugabwehr zu installieren, ist bis heute nicht entschieden. Die geografische Lage der Insel ist der Grund. Es gibt seit 1986 heftige Proteste in der Bevölkerung, als das spanische Verteidigungsministerium erstmals der Gemeindeverwaltung von La Frontera seine Pläne darlegte. Im Juni 2005 hat der damalige spanische Verteidigungsminister José Bono verkündet, er könne sich auch eine mobile, nicht fest installierte Anlage vorstellen, die auch für andere Zwecke geeignet sei. Von dem anfangs geplanten 70.000 m² großen Grundstück werde man heute nur noch 3.500 m² benötigen; aber auch neue Zufahrtswege. Diese sollten den historischen Weg zur Kapelle der Inselheiligen und Schutzpatronin (Santuario de Nuestra Señora de los Reyes) kreuzen, was für die Herreños unhaltbar war. Die Ablehnung der Inselbewohner bleibt ungebrochen. Auch auf anderen Inseln, wie Teneriffa, wird protestiert.

## Geologie

### Aufbau und Entstehung der Insel

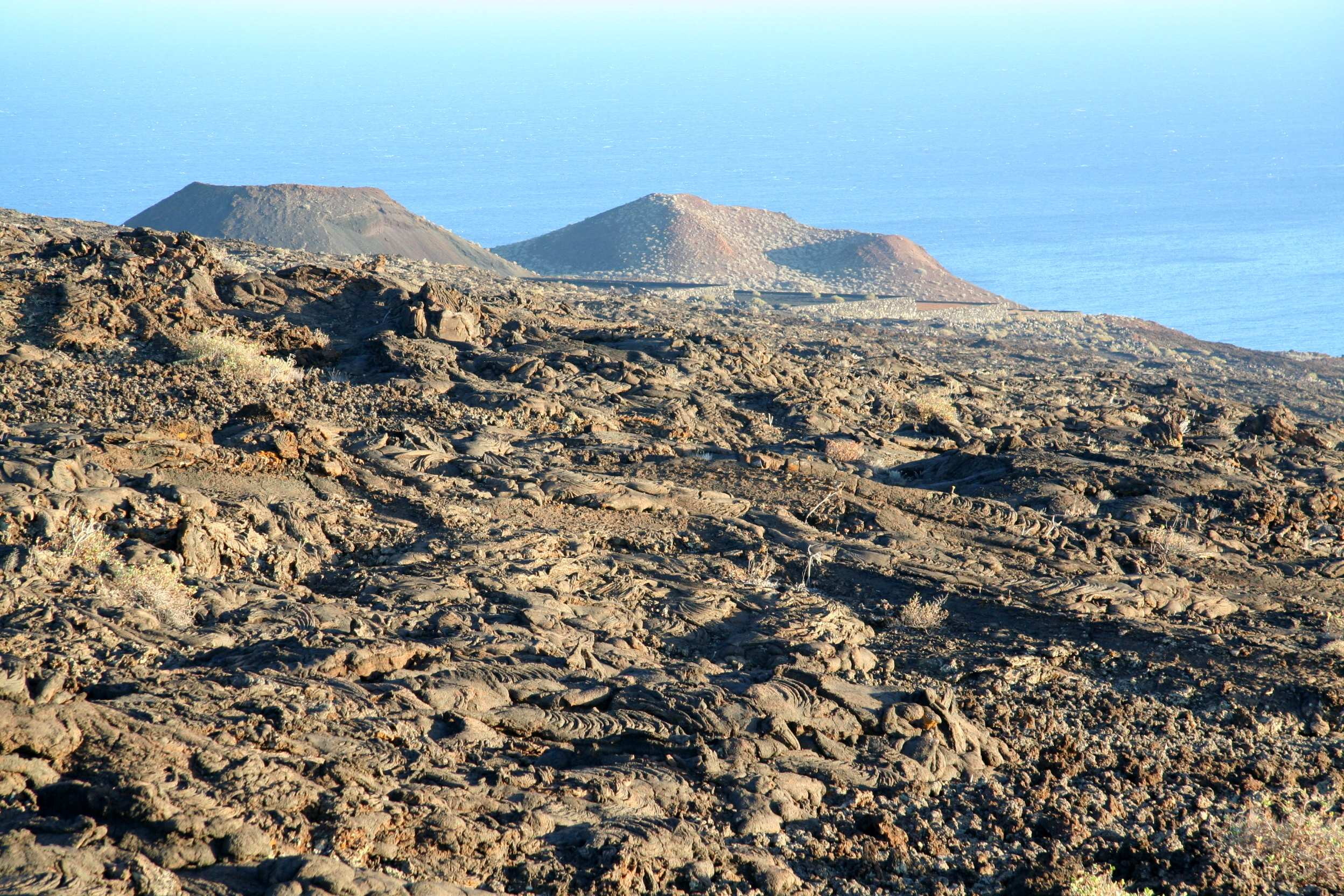
Pāhoehoe-Lava, El Lajal

El Hierro ist wie alle Kanareninseln vulkanischen Ursprungs. Die Insel ist mit etwa 1,12 Millionen Jahren die jüngste des Archipels. Im Gegensatz zu den meisten anderen Kanarischen Inseln, die eine dreiphasige Entstehungsgeschichte haben, befindet sich El Hierro noch in der ersten dieser drei Phasen, der des Schildvulkans (siehe: Kanarische Inseln). Als das Magma den Meeresboden aufriss, taten sich Spalten in Form eines Ypsilons auf. Höhepunkt späterer Ausbrüche war etwa um 10.000 v. Chr., die jüngsten Eruptionen dauerten von 4000 v. Chr. bis ins erste Jahrtausend n. Chr. an und waren gegenüber den alten eher von bescheidenem Ausmaß. Entlang der Achsen des Ypsilons formte sich nach und nach die Insel. Die daher stammenden Lavamassen bedecken vor allem die Küstengebiete im Süden und Westen, aber teilweise auch im Norden. Sie flossen die alten Abhänge hinunter und vergrößerten die Fläche der Insel. Der einzige dokumentierte Ausbruch, begleitet von Erdbeben, war zuletzt 1793 der des Lomo Negro bei Playa Verodal.

### Entstehung des Tales El Golfo

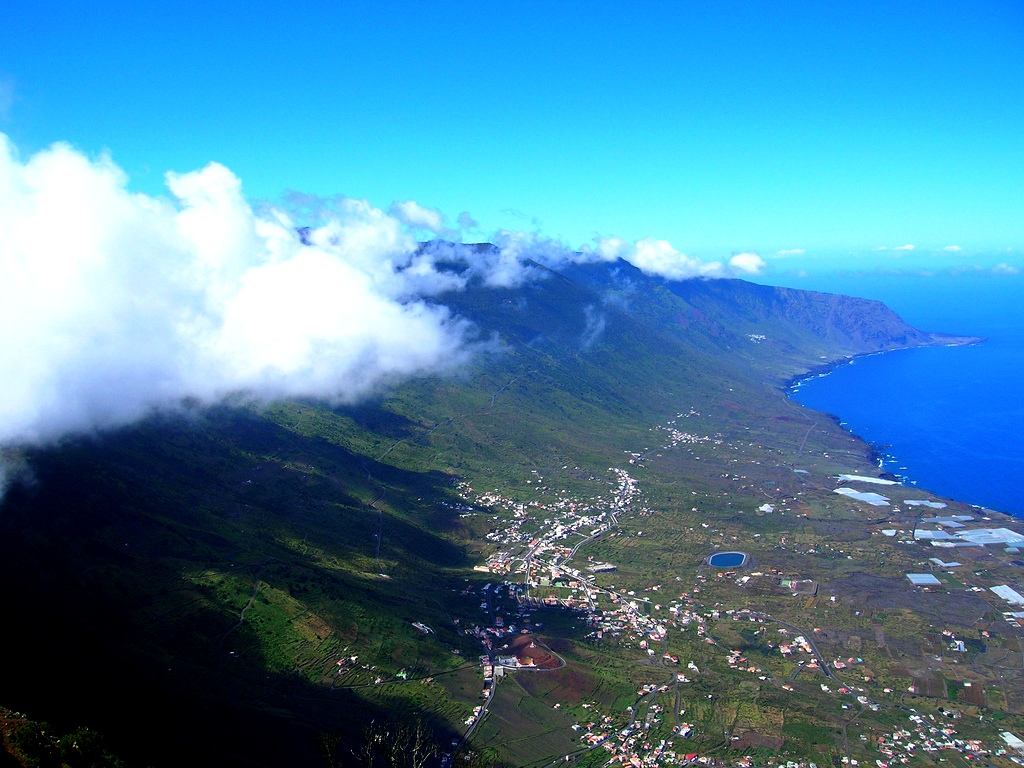
Das Tal El Golfo

Die heutige Form der Insel ist im Wesentlichen auf mehrere Bergsturzereignisse zurückzuführen, deren Schuttfächer im Meer rund um El Hierro nachweisbar sind. So stürzte im Südwesten die Flanke am El Julan vor etwa 160.000 Jahren ins Meer.
Auch das Tal El Golfo im Nordwesten der Insel zeigt die halbrunde Form eines Amphitheaters, das durch wahrscheinlich zwei Bergstürze bzw. Trümmerlawinen vor 130.000 und 15.000 Jahren entstanden ist. Das dort vorher stehende etwa 2.000 m hohe Vulkangebäude, mit Zentrum im Bereich des heutigen Frontera, verlor ein sichtbares Volumen von 120 km³ sowie noch mal die gleiche Menge unterseeisches Material.
Große Tsunamis mit Auswirkungen auf die gesamten Kanaren und darüber hinaus waren vermutlich die Folge dieser Bergsturzereignisse.
Während die steilen Abrisskanten das Gestein des Vorgängervulkans zeigen, wurde der Talboden mit Lava von jüngeren Schlackenkegeln (z. B. Tanganasoga, 1.364 m) teilweise wieder aufgefüllt. Heute ist der Boden im Golfo-Tal fruchtbar und das Klima günstig für Kulturlandschaften.

### Geologische Aktivitäten ab 2011 und submarine Eruption

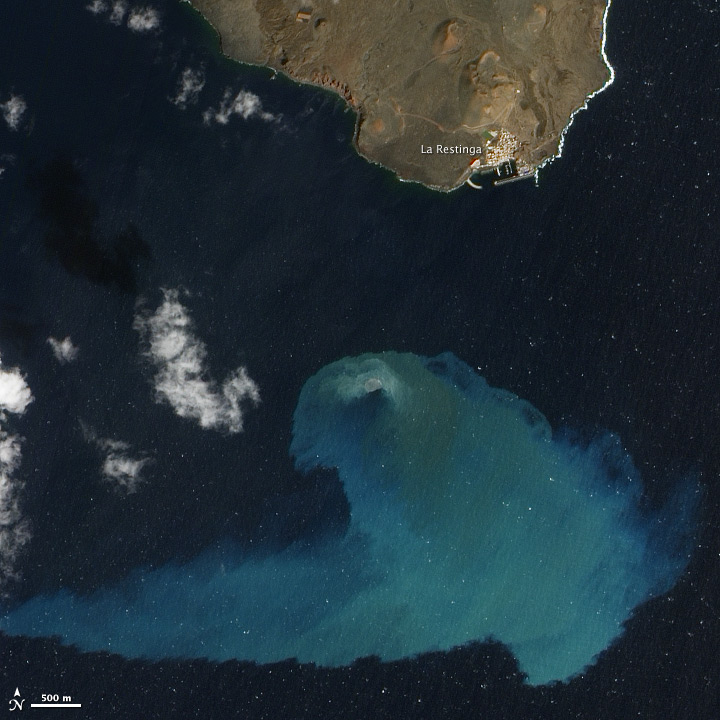
Satellitenaufnahme der NASA von dem Ausbruch des Unterwasservulkans vor La Restinga am 10. Februar 2012.

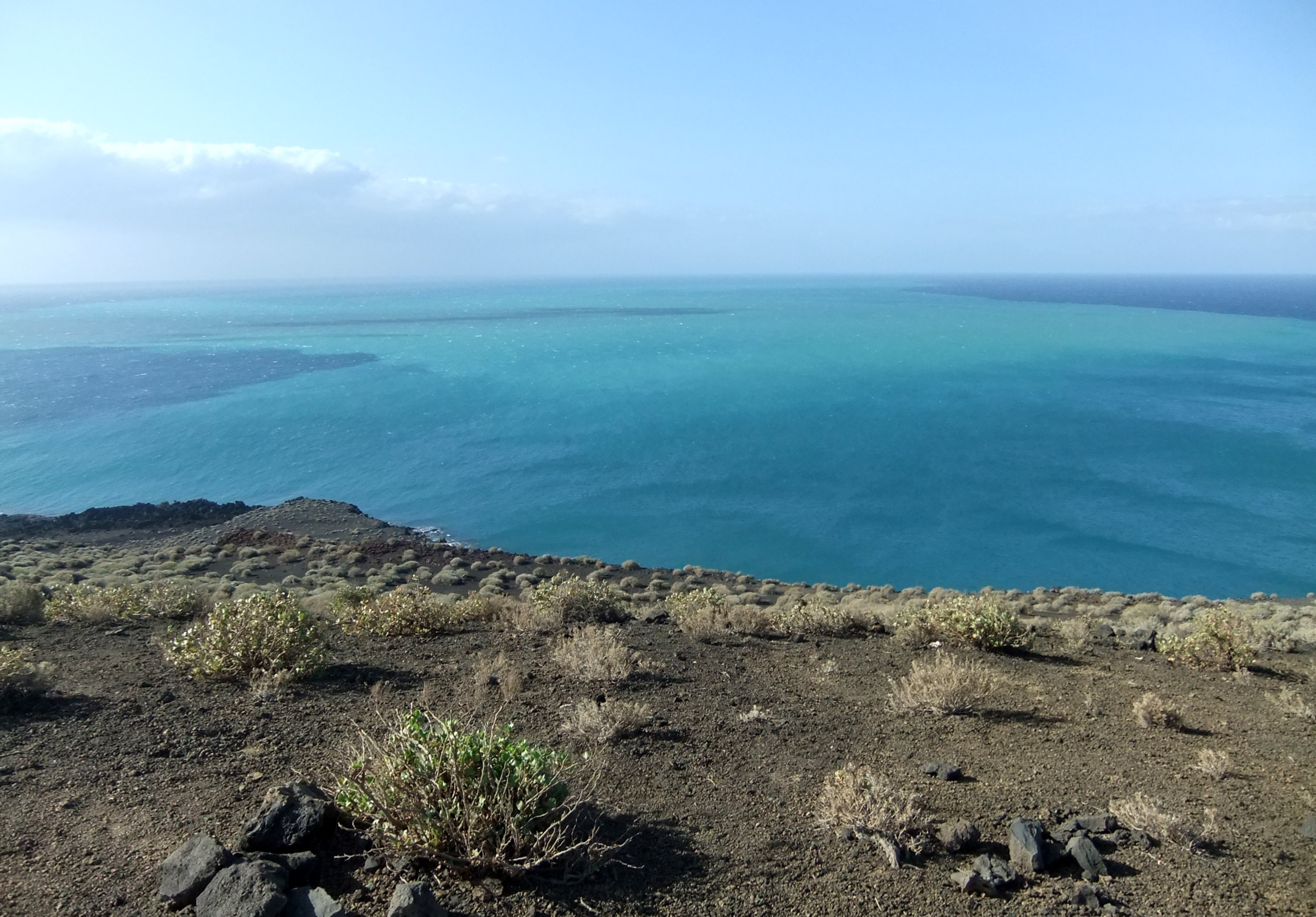
Verfärbtes Meerwasser vor La Restinga beim unterseeischen Vulkanausbruch im Februar 2012

Ab dem 17. Juli 2011 kam es zu einer Häufung kleiner Erdbeben, sogenannten Schwarmbeben, die ihr Epizentrum anfangs am Tanganasoga im Tal El Golfo hatten, sich später aber weiter nach Süden vor die Küste verlagerten. Innerhalb der folgenden Monate wurden rund 12.000 Beben ab einer Magnitude von 2,0 auf der Richterskala registriert, die Mehrzahl war aber für Menschen nicht spürbar. Die Beben kamen aus etwa zehn bis vierzehn Kilometern Tiefe. Die Mitte der Insel hatte sich mittlerweile um etwa 3,5 Zentimeter gehoben, außerdem trat verstärkt Kohlenstoffdioxid (CO2) aus.
Nachdem am 8. Oktober 2011 mit einer Magnitude von 4,3 das bis dahin stärkste Beben aufgetreten war, veränderten sich die Beben am 10. Oktober zu einem fortlaufenden vulkanischen Tremor. Dies und andere Daten führten zu dem Schluss, dass eine unterseeische Eruption fünf bis sieben Kilometer vor der Südküste El Hierros in etwa einem Kilometer Tiefe eingesetzt hatte. Am 11. Oktober wurde die Ortschaft La Restinga, die an der Südspitze der Insel direkt am Meer liegt, evakuiert und die Alarmstufe Rot für dieses Gebiet ausgerufen.
Am 12. Oktober 2011 traten erstmals sichtbare Anzeichen der unterseeischen Eruption auf, insbesondere braune bis grünliche Verfärbungen der Meeresoberfläche, Hinweis auf zwei neue Ausbruchsstellen etwa 2,5 Kilometer vor der Küste in 500 bzw. 750 Meter Tiefe. Gasblasen und dampfende Lava-Fragmente an der Wasseroberfläche zeigten ab 15. Oktober an, dass sich die Tiefe des Ausbruchs auf 150 Meter verringert hatte.
Die submarine Eruption basaltischen Typs vor La Restinga dauerte, unter zeitweiliger Hochschwemmung von Lava-Fragmenten, Dampferscheinungen und Meeresverfärbung, mehrere Monate unter allmählicher Abschwächung an, mit dem stärksten Beben mit einer Magnitude von 4,6 am 11. November 2011. Am 6. März 2012 wurde die Eruption offiziell für beendet erklärt. Bathymetrische Messungen zeigten, dass sich bis Eruptionsende entlang einer in NNW-SSO-Richtung verlaufenden Spalte mindestens 4 Schlote gebildet hatten, deren höchste Erhebung 89 Meter unter der Wasseroberfläche lag.
Auch nach Ende der submarinen Eruption kam es mehrfach zu Phasen gesteigerter seismischer Aktivität im Inselbereich. Im Juni/Juli 2012 wurden erneut hunderte von schwächeren Beben registriert, die ihren Ursprung meist in rund 15 Kilometern Tiefe und diesmal in der Nähe der Westküste der Inselgemeinde El Pinar hatten. Weitere ausgeprägtere Phasen gab es im Juni und September 2012, Dezember/Januar 2012/13, März/April 2013 und Dezember 2013 (mit einer Magnitude von 5,1 am 27. Dezember, wobei die Insel um 6 bis 8 cm angehoben wurde). Sie folgten einem charakteristischen Muster mit allmählicher Zunahme von Bebenzahl und -intensität über mehrere Tage, um schließlich in auf der ganzen Insel spürbare Beben zu münden. In allen Fällen gingen sie mit signifikanten Deformationen der Inseloberfläche einher, die auf Magmaverlagerungen in der Tiefe hinweisen.

## Wappen und Symbole

### Wappen
Das Wappen zeigt auf blauem Hintergrund die Burg und den Löwen, welche die Bindung an Kastilien symbolisieren, während die goldene Krone sich auf den Grafen von La Gomera bezieht, der auch Herr von El Hierro war.
Der Baum mit einer Wolke in seiner Krone und einem Teich an seinem Fuß ist der Garoé, der heilige Baum der Ureinwohner. Sein Blätterwerk kondensierte Wasser aus dem Nebel, das abtropfte und die Ureinwohner mit Trinkwasser versorgte.

### Symbole der Natur
Symbole für die Natur der Insel El Hierro sind die El-Hierro-Rieseneidechse und der Phönizische Wacholder.

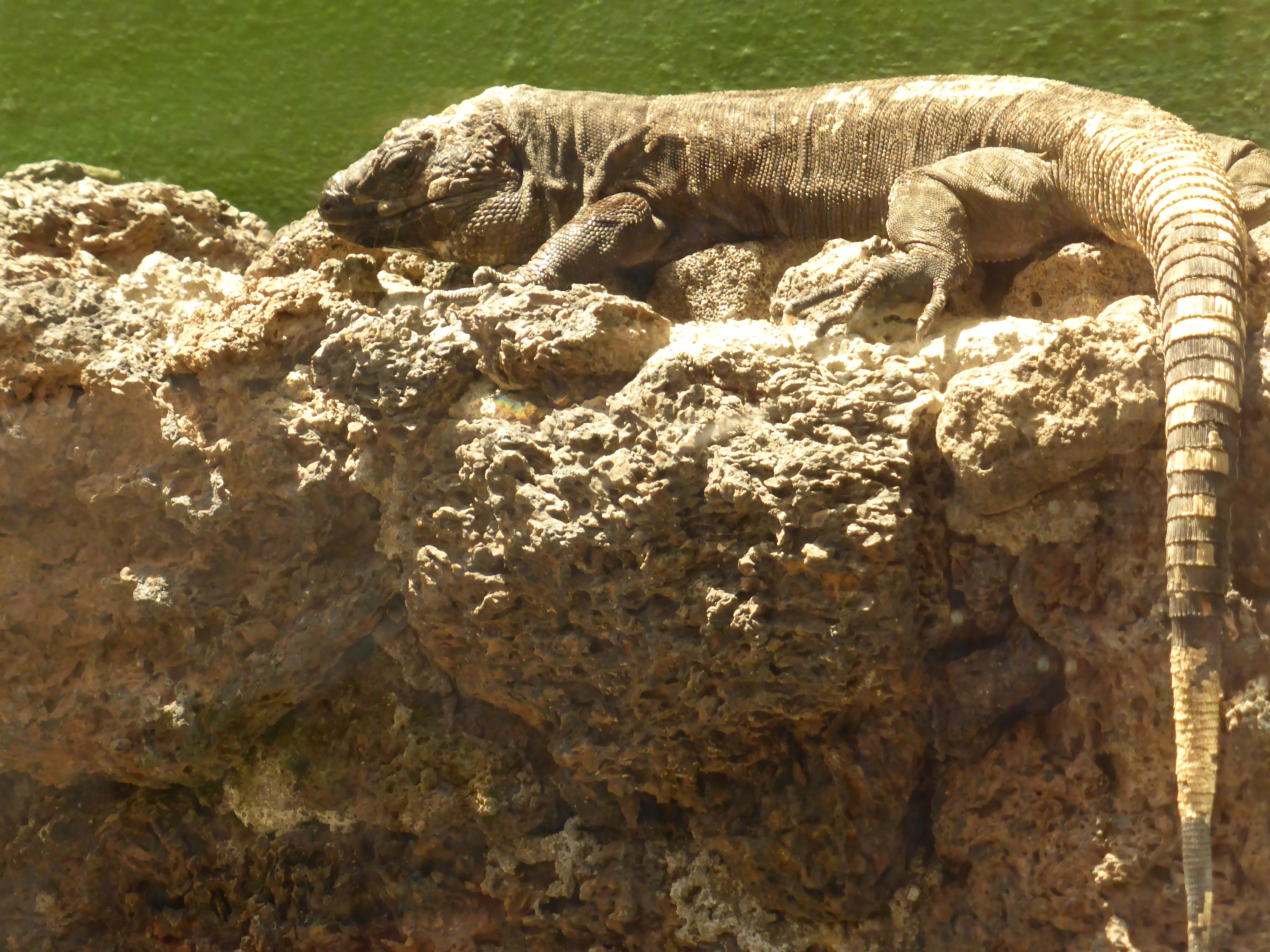
El-Hierro-Rieseneidechse
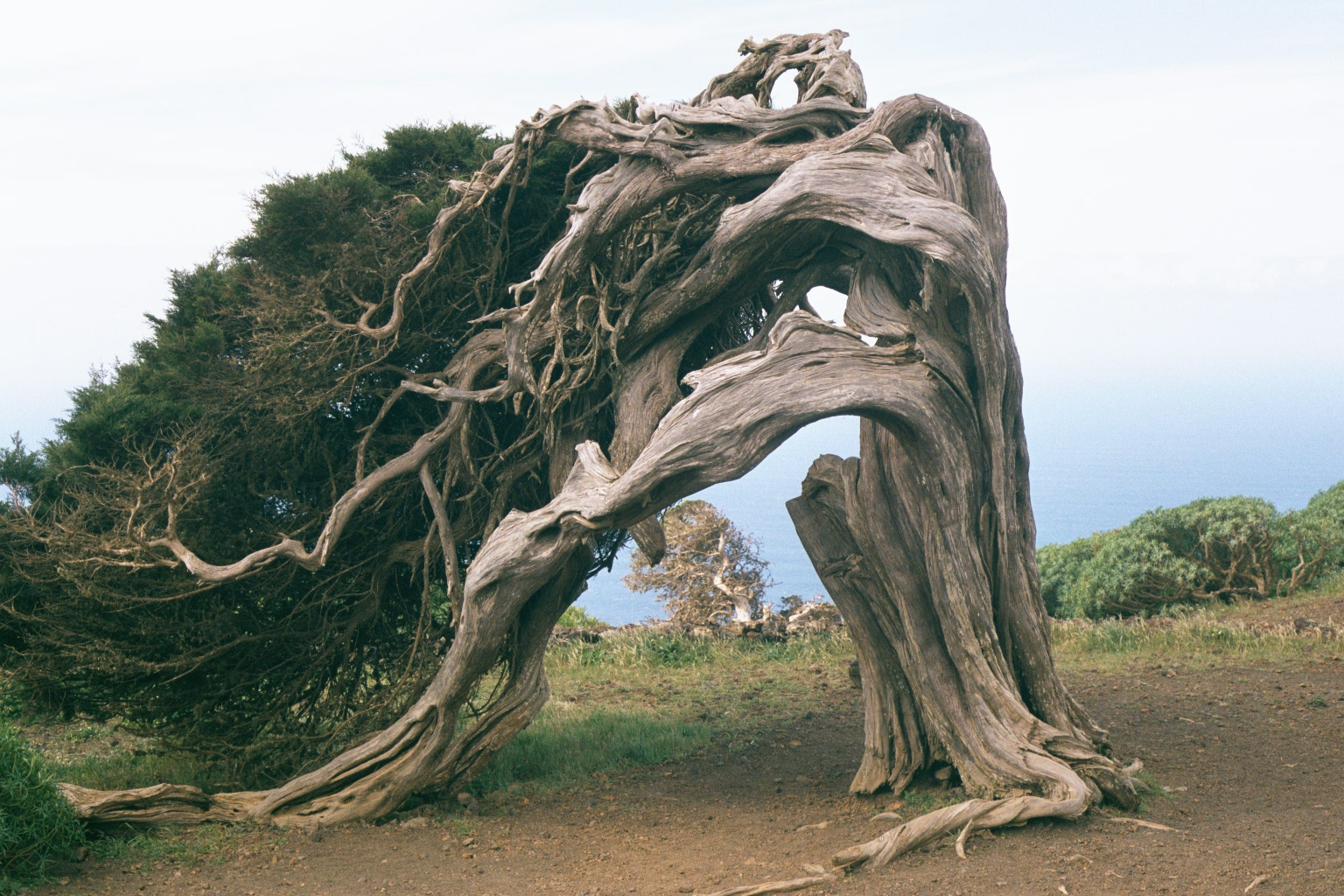
Phönizischer Wacholder

## Landschaftsformen

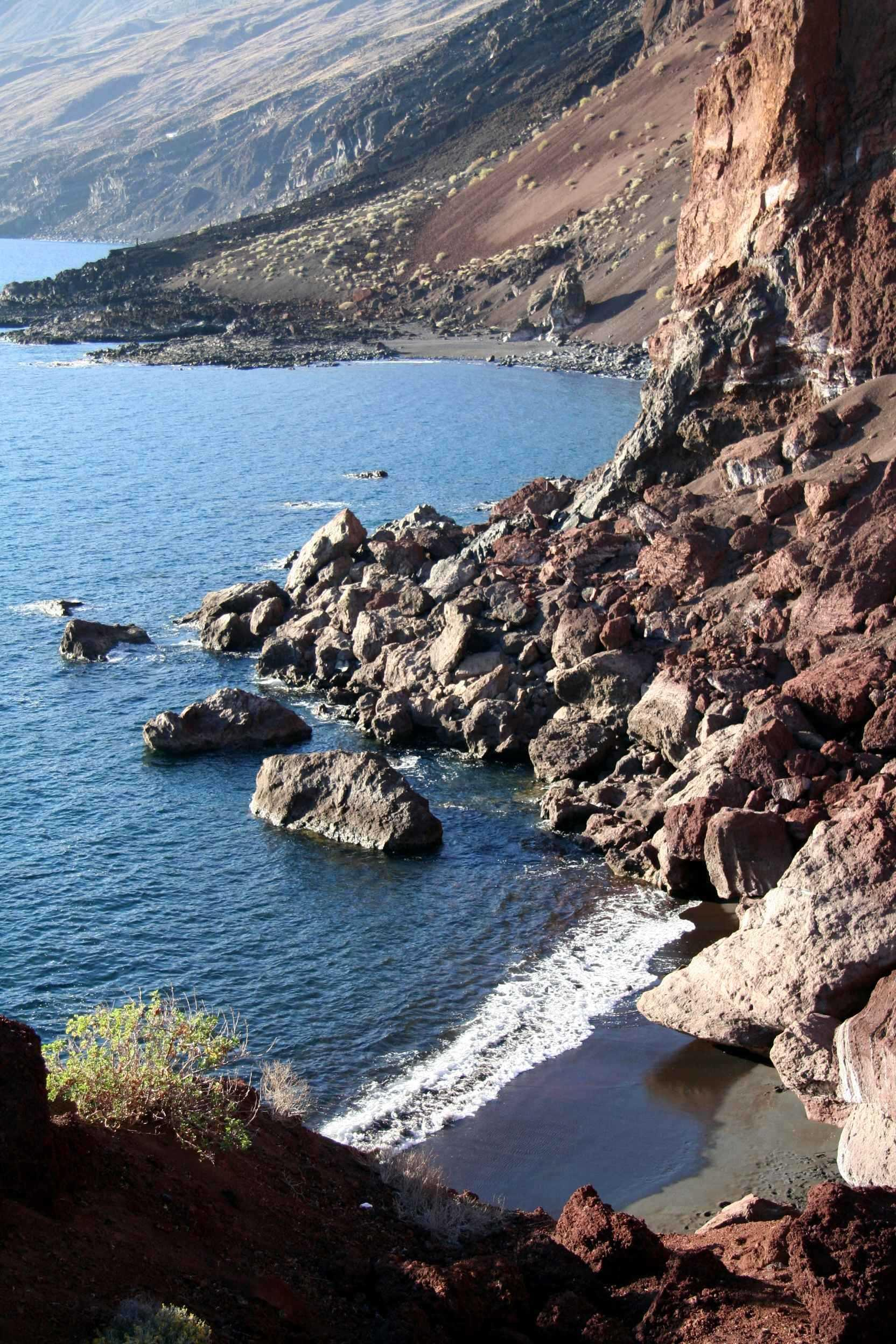
Punta Lajas del Lance

Im Gegensatz zu den Nachbarinseln ist El Hierro, außer im Nordosten, kaum von Schluchten (Barrancos) zergliedert. Quer über die Insel zieht sich die Cumbre, die bewaldete Gipfelregion der Vulkanberge. Grob kann man die drei Landschaftsformen der weiten Hochebene im Nordosten, des El-Golfo-Tales im Nordwesten und der abfallenden Fläche El Juláns im Südwesten feststellen. Es gibt große Gegensätze: Einerseits ist El Hierro im Verhältnis zur Grundfläche sehr hoch (bis 1500 m ü. d. M.) und weist daher zu 90 Prozent (mehr als 100 km) der Küstenlinie steile Klippen auf, andererseits hat sie ein sanfthügeliges, fruchtbares Hochland, das im kanarischen Archipel einzigartig ist. Es wird landwirtschaftlich intensiv genutzt.
Flache Küstengebiete gibt es, bis auf das Golftal, nicht. El Hierro bietet trotz der geringen Größe eine beträchtliche landschaftliche Vielfalt, wie beispielsweise karge Lavawüste, Nebelwald, Kiefernwälder, Obsthaine, grünes Weideland bis hin zu Ananas- und Bananenplantagen. Im Süden befindet sich die Cueva de Don Justo, die größte Höhle der Insel. Sie besteht aus einem weit verzweigten System von Lavatunneln. Diese entstehen, wenn die Außenhaut der Lava bereits erkaltet und stehen bleibt, im Innern die Lava jedoch weiter fließt. Es gibt auf El Hierro auch viele vulkanische Höhlen, die durch Gasblasen oder Lavagänge entstanden sind. Einige dienten bereits den Bimbaches als Unterkunft oder Grabstätte.

### Die Hochebene
Auf der ehemals stark bewaldeten Hochebene sind durch Abholzung, Waldbrände, Erosion und Weidewirtschaft viele kahle Flächen entstanden. Andererseits sind durch Bewässerung auch Obstplantagen und Äcker entstanden. Es gibt keinen größeren Bach auf der Insel. Nur aus ein paar spärlichen Quellen rinnt das Niederschlagswasser aus den Felsen.

### Der Südwesten
Im Südwesten, bei 'El Julán' und den Hochweiden von Dehesa, zieht sich eine große Fläche mit einem Gefälle bis zu 45 Prozent von der 1400 Meter hohen Cumbre bis auf 100 Höhenmeter hinab. Der Rest ist Steilküste. Auf dem unteren Teil der Fläche brennt die Sonne auf vegetationslosen Fels. Im äußersten Westen befand sich einst ein ausgedehnter Wacholderwald, von dem nur wenige alte Exemplare der Sabinas dem Wind trotzen.

Landschaftsformen:
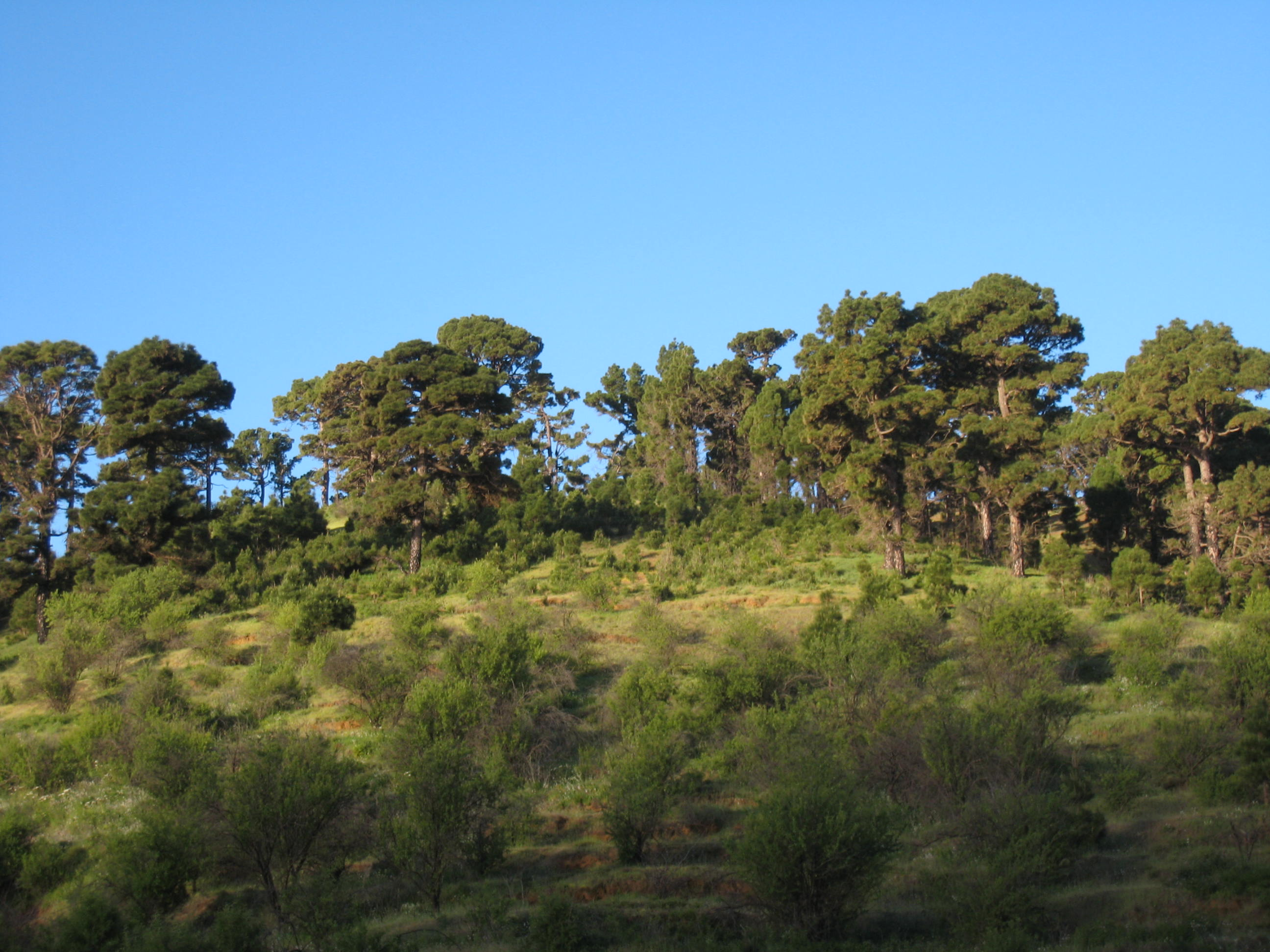
Kiefernwald
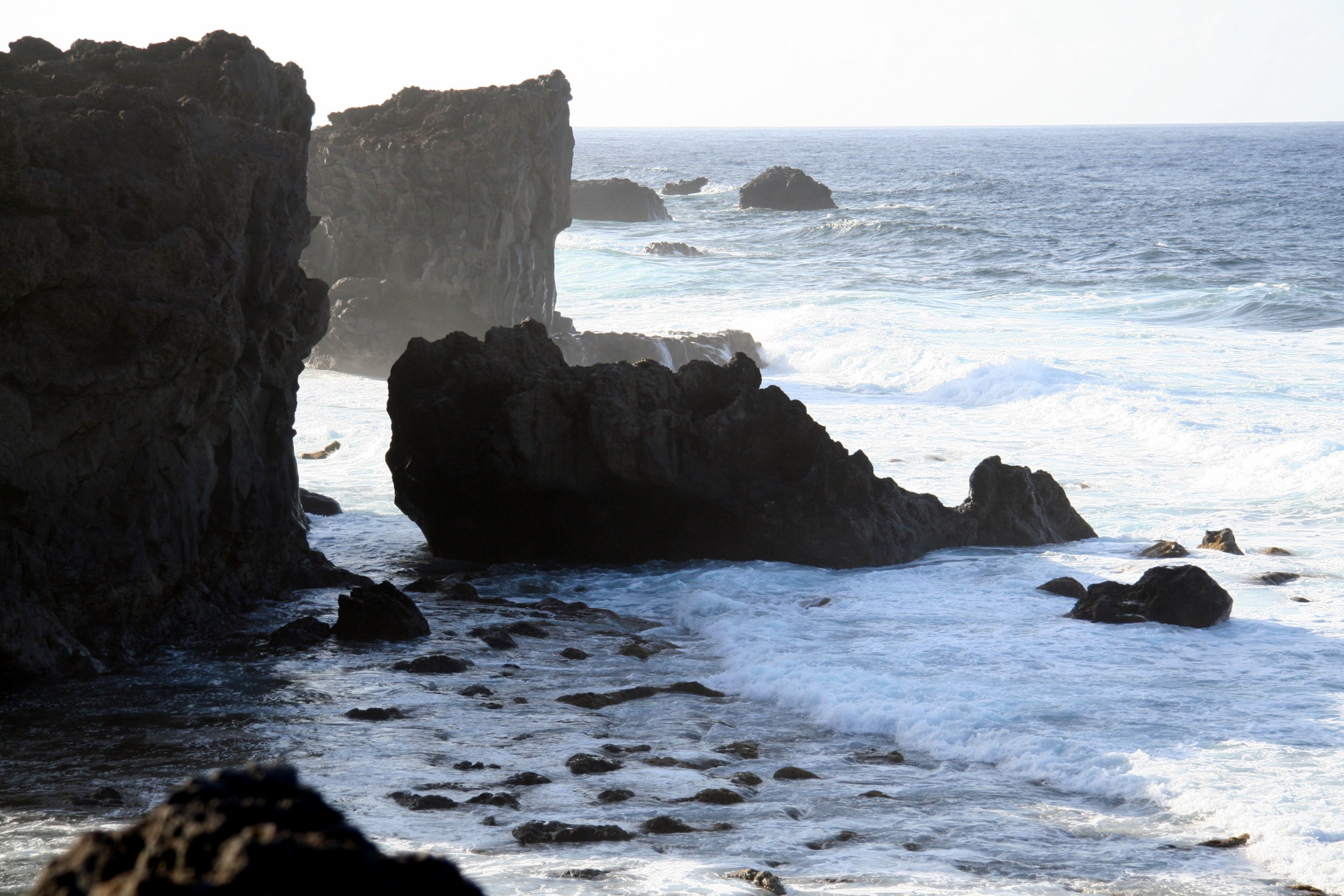
Punta de Arenas Blancas, Steilküste
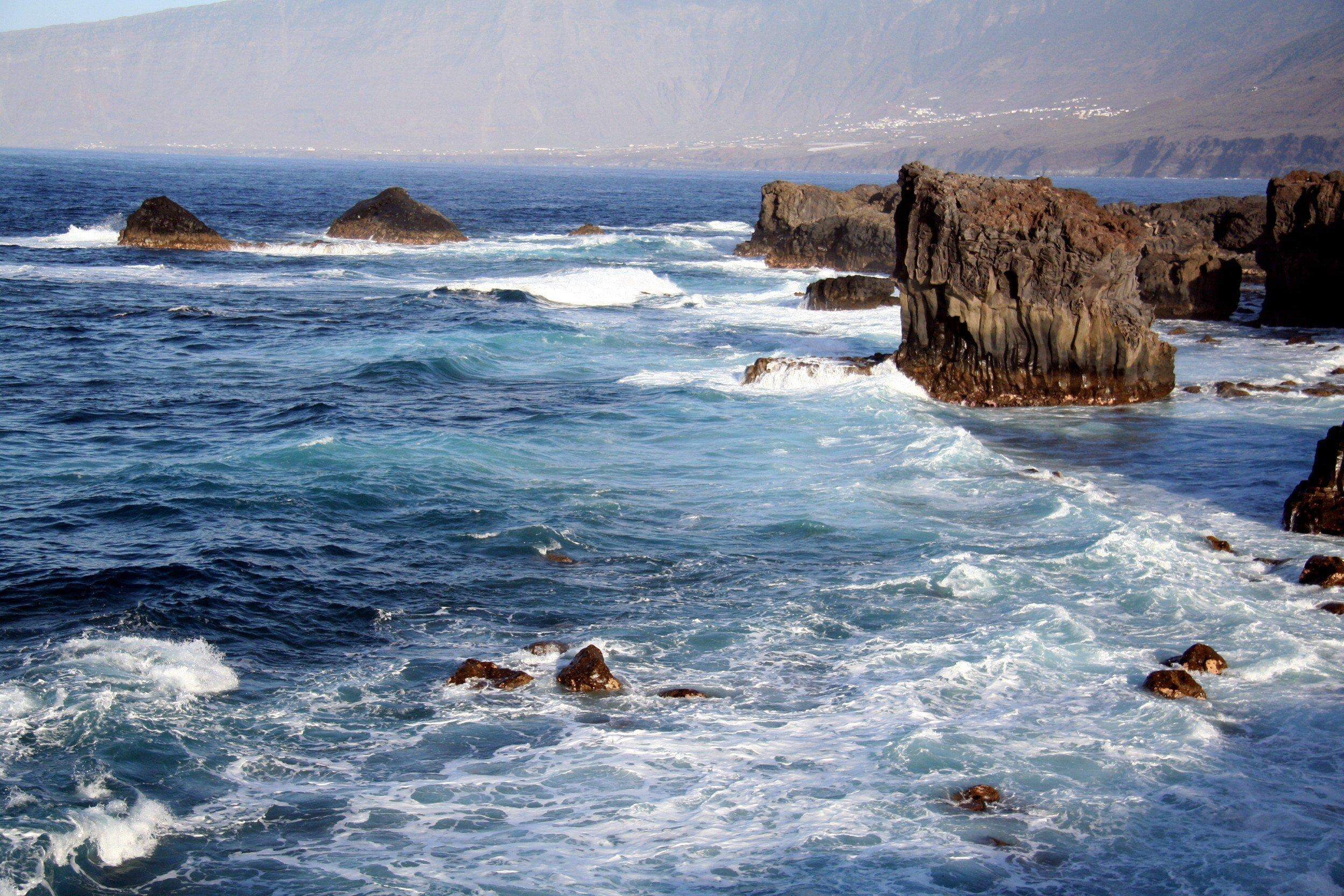
El Golfo, Küste
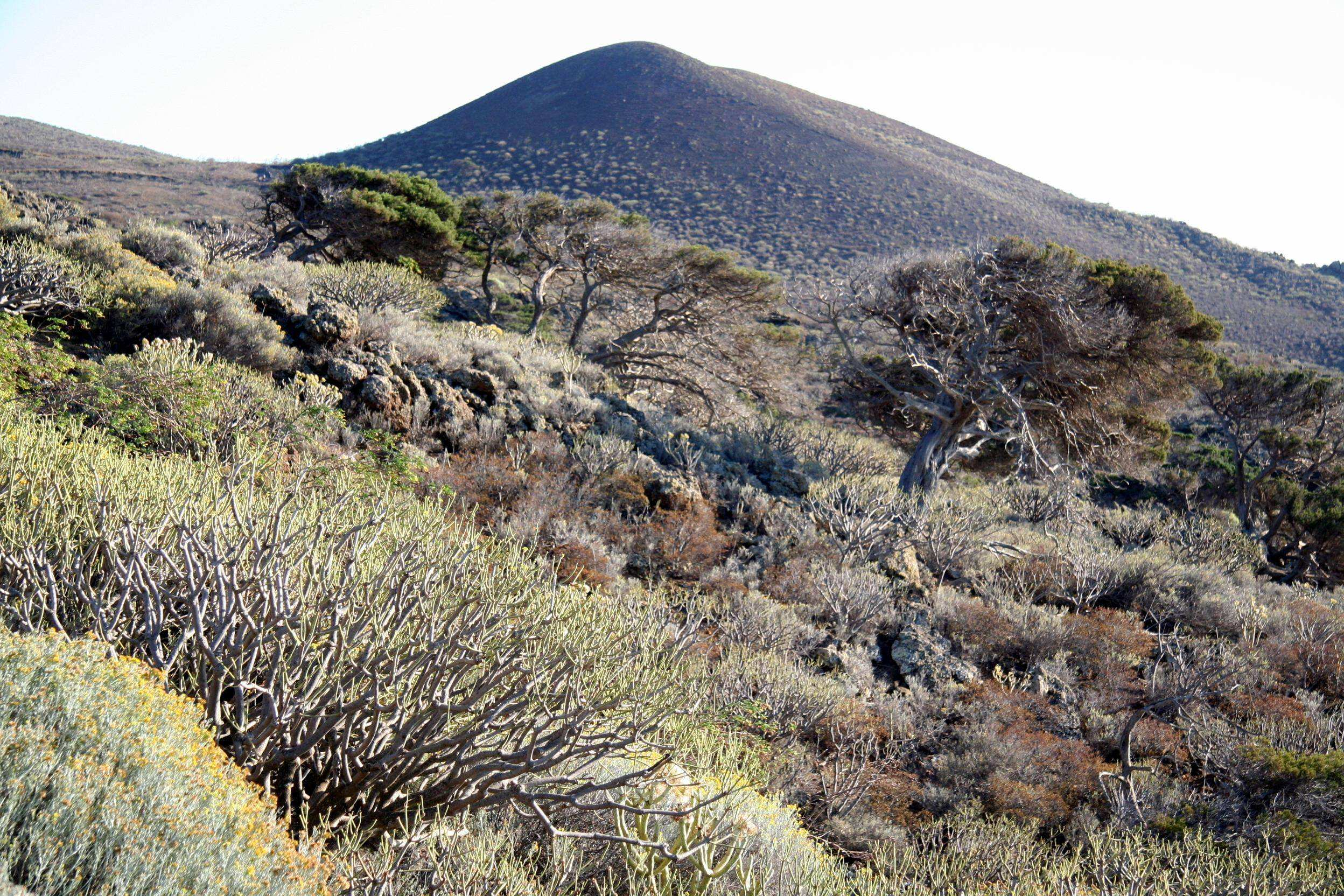
La Dehesa
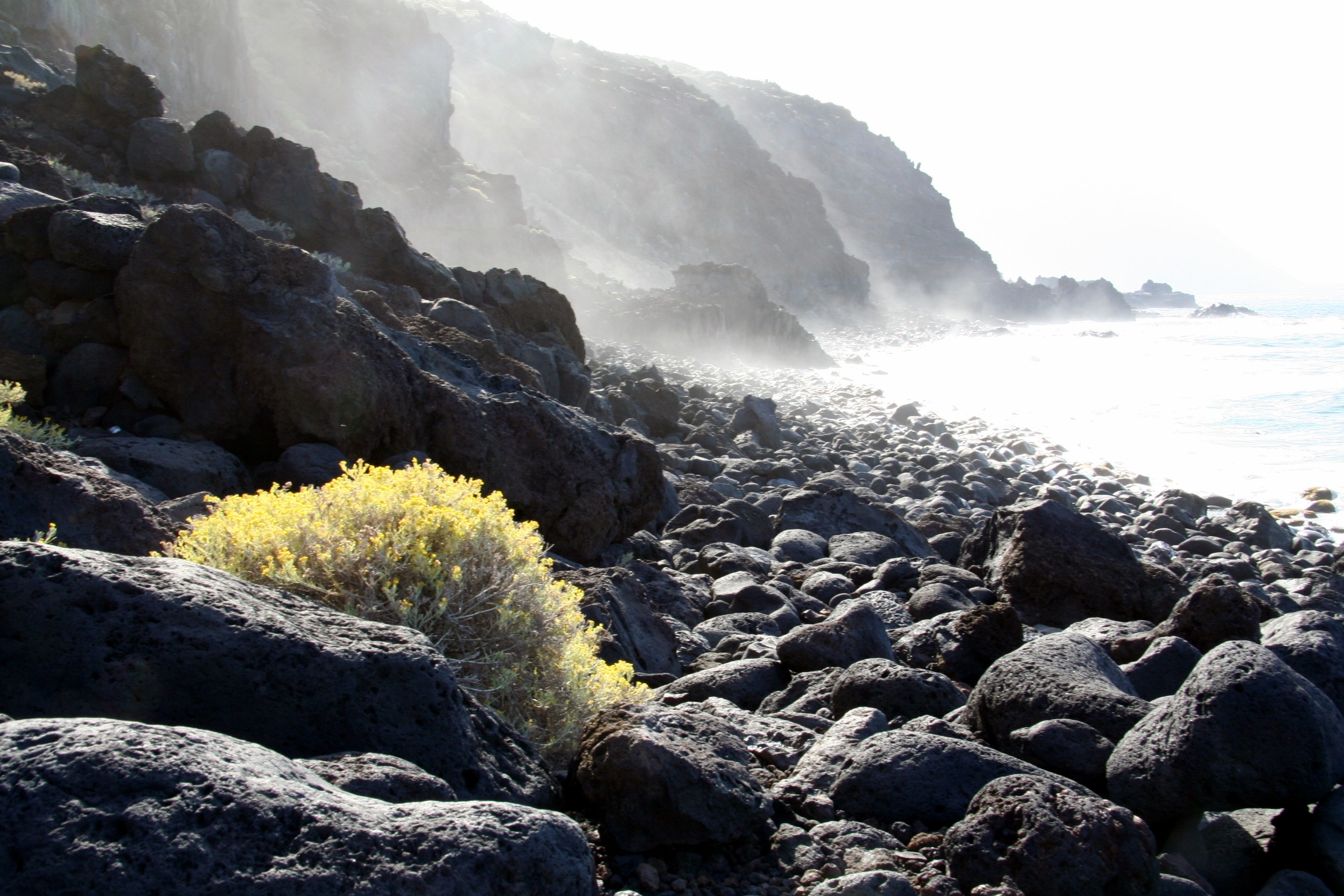
Charco Azul, Steilküste
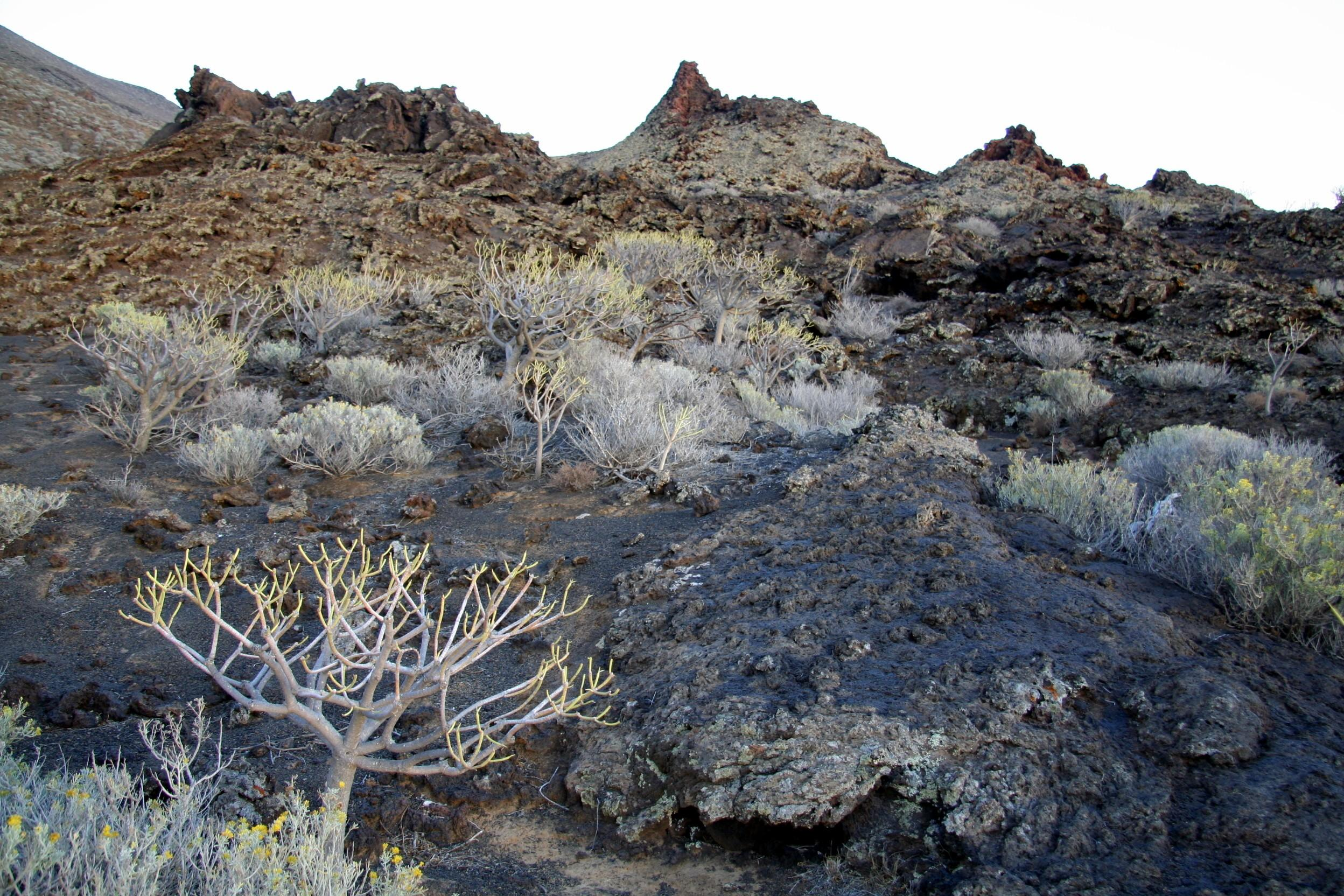
Los Toscones
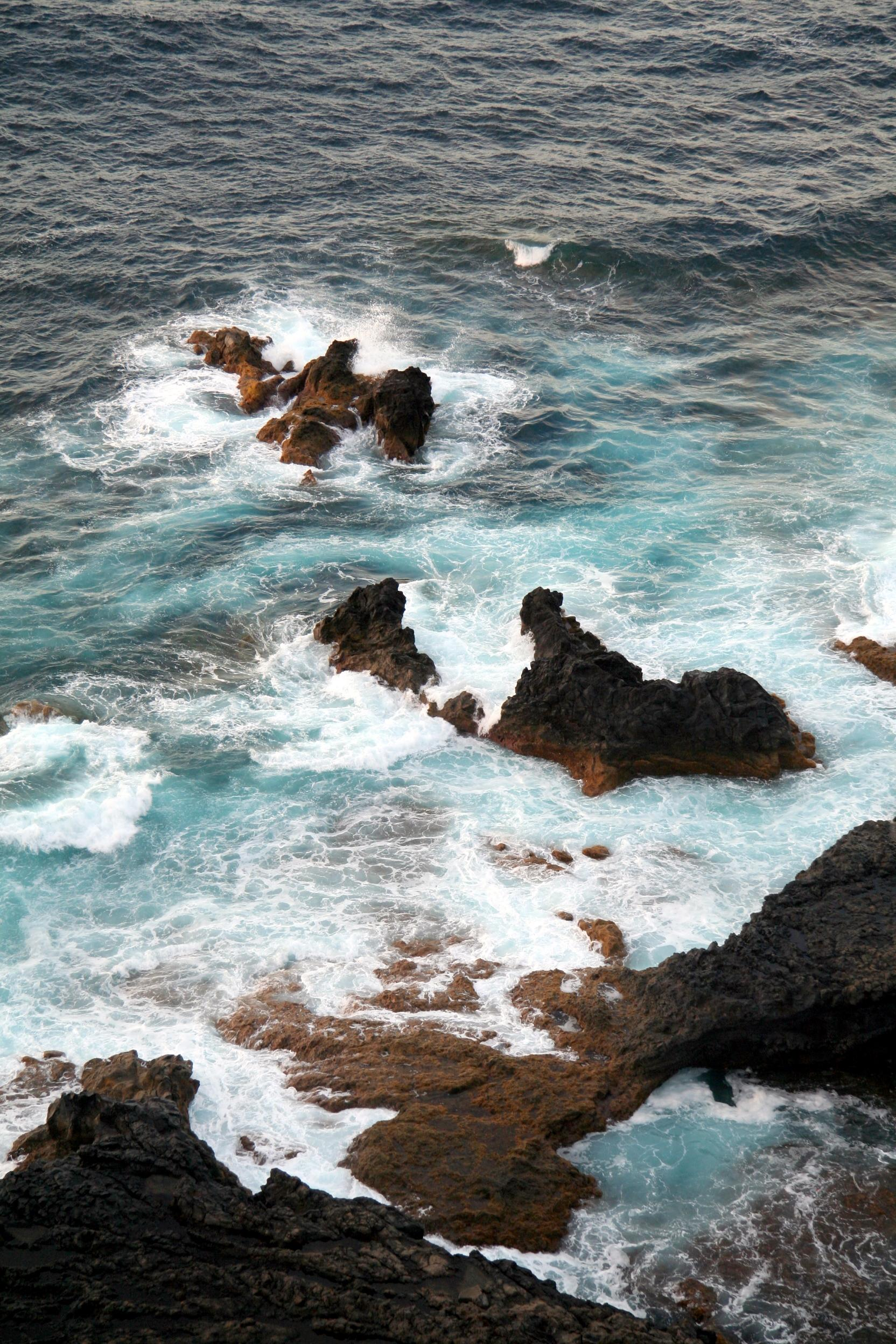
Bahia de las Calcosas
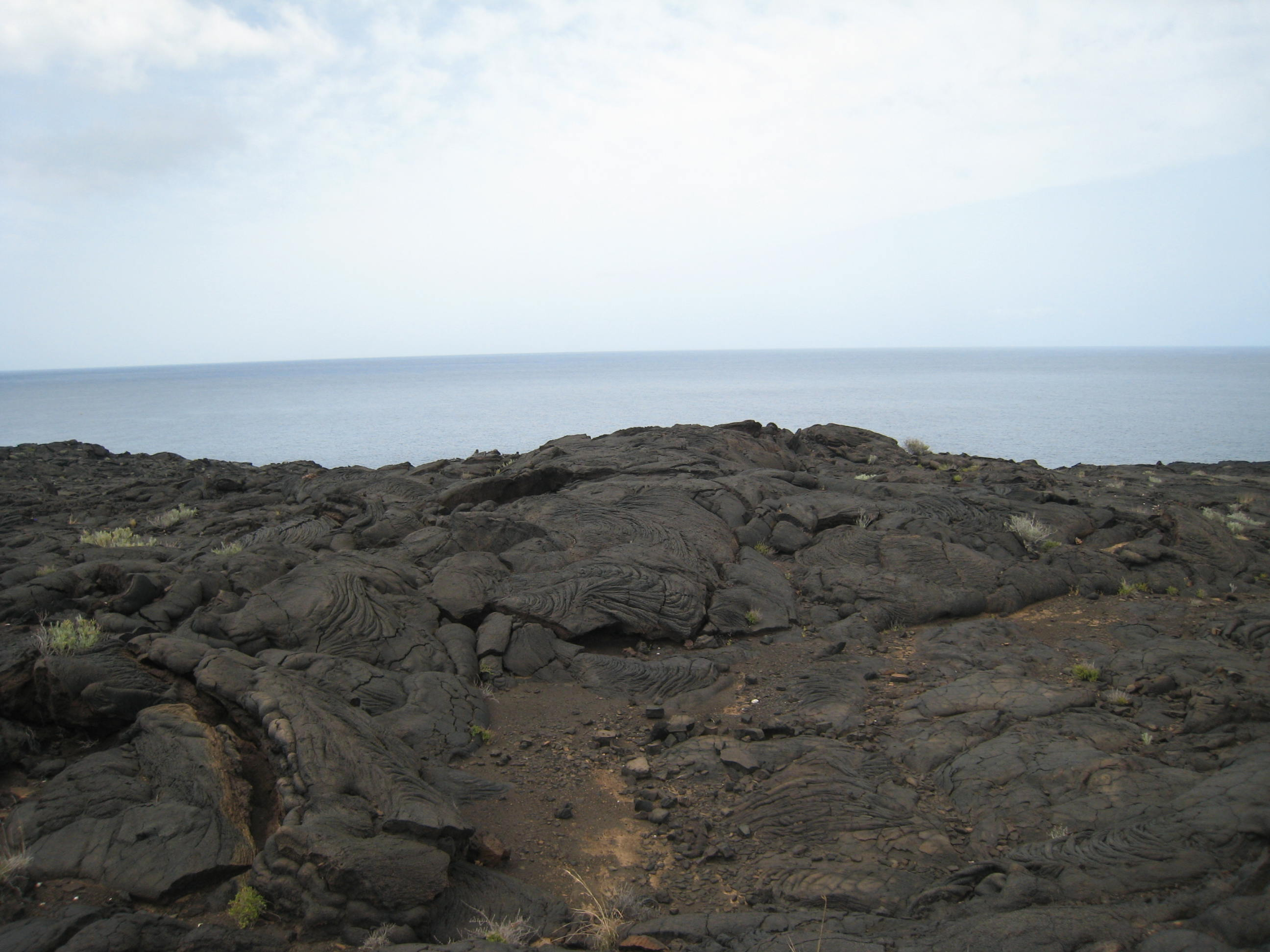
Arenas Blancas, Lavaformation

## Klima

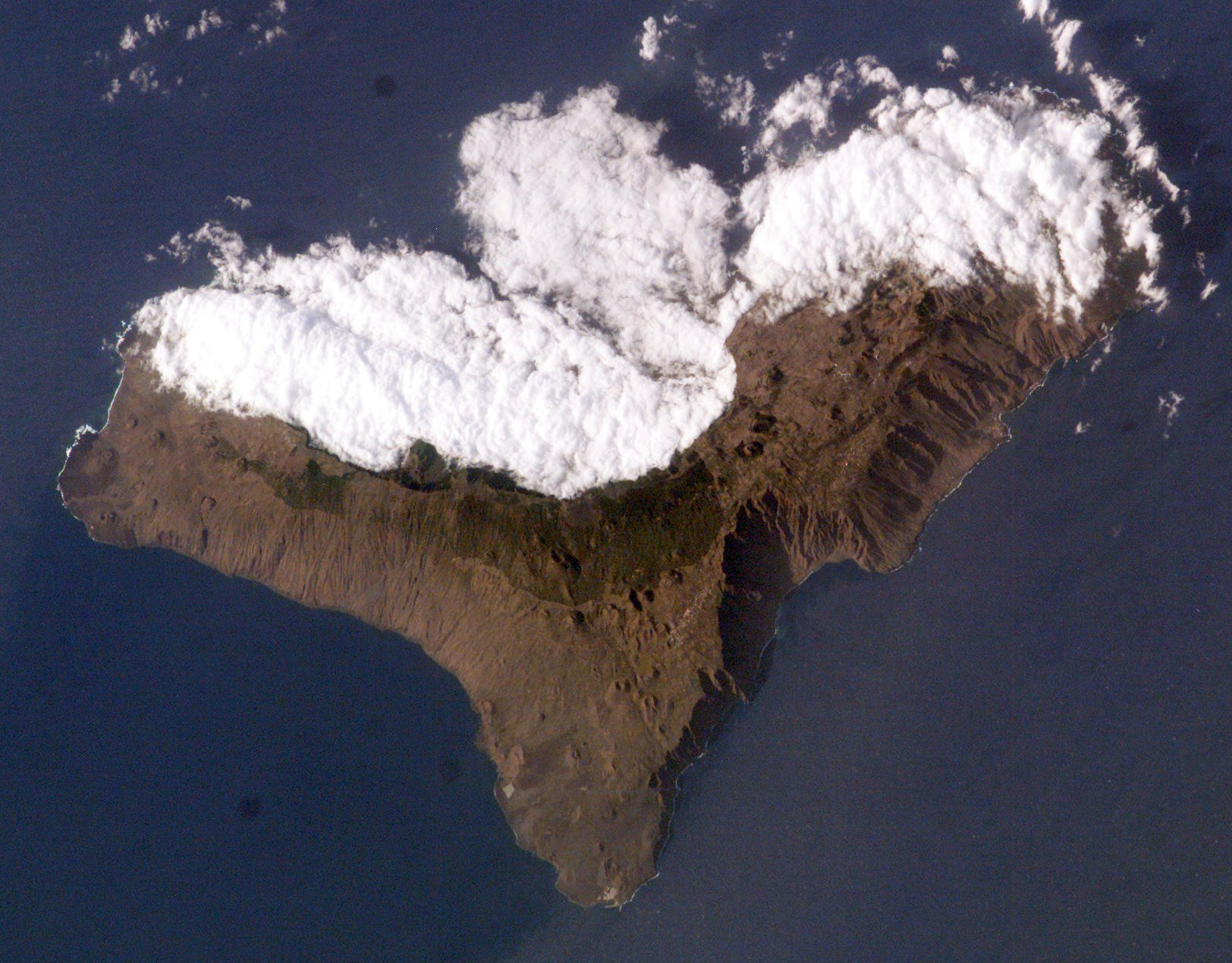
Satellitenbild mit Passatwolken nördlich der Gebirgskette

Vor allem der Passat bestimmt das Wetter. Ihm und dem Kanarenstrom, einer kühlen Nebenströmung des Golfstroms, die sich bei den Azoren von ihm trennt, ist es zu verdanken, dass El Hierro kein arides Klima wie die Sahara auf gleicher nördlicher Breite hat. Die Meerestemperatur von 18 °C im Winter und knapp über 20 °C im Sommer mäßigt das Klima an den Küsten. Der Nordostpassat ist das Produkt der durch die intensive Sonnenbestrahlung des Äquatorgürtels (10°S bis 10°N) dort entstehenden Tiefdruckrinne. Diese wiederum resultiert aus den bis zur Tropopause aufsteigenden erwärmten Luftmassen, die auf der Nordhalbkugel nordwärts strömen, wobei sie sich höhenbedingt abkühlen und infolgedessen auf etwa der geographischen Breite von 20° bis 30°N absinken (subtropischer Hochdruckgürtel) und aus diesem heraus am Boden wieder nach Süden zurück zur äquatorialen Tiefdruckrinne strömen. Durch die Corioliskraft erfahren diese Luftmassen auf der Nordhalbkugel eine Ablenkung im Uhrzeigersinn, also nach Westen. Daher ist der Nordostpassat der vorherrschende Wind. Von dort kommend hat der meeresfeuchte Luftstrom El Hierros Berge zu überwinden und regnet daher vorzugsweise auf der Nordostseite der Insel ab. Auf der Südwestseite der Insel kommen die Wolken nicht mehr an, da sie sich abgeregnet oder verflüchtigt haben. Über der Landmasse wärmt sich die Luft nämlich auf, weshalb der Südwesten sehr trocken und heiß ist.
Im Sommer liegt die Temperatur im Norden an der Küste bei 26 °C, im Süden dagegen bei 30 °C; in Valverde auf 600 m ü. d. M. im Sommer nur bei 18 °C. Im Winter ist es im Norden an der Küste etwa 20 °C kühl, im Süden etwa 1,5 °C wärmer. In Valverde erreichen die Temperaturen dagegen nur 11,5 °C im Winter. Angegeben sind immer Durchschnittswerte. Niederschläge fallen in Valverde im Winter 80 mm im Monat, im Süden nur 25 mm. Im Sommer ist im Süden meist kein Niederschlag zu verzeichnen, in Valverde aber sind immer noch 5 mm im Monat möglich.
|                       | Jan  | Feb  | Mär  | Apr  | Mai  | Jun  | Jul  | Aug  | Sep  | Okt  | Nov  | Dez  |   |      |
| Mittl. Tagesmax. (°C) | 20,5 | 20,5 | 20,8 | 21,1 | 22,0 | 23,5 | 24,5 | 25,7 | 26,2 | 25,2 | 23,2 | 21,8 | ⌀ | 22,9 |
| Mittl. Tagesmin. (°C) | 15,5 | 15,0 | 15,1 | 15,4 | 16,2 | 17,6 | 18,6 | 19,5 | 20,1 | 19,1 | 17,8 | 16,5 | ⌀ | 17,2 |
|                       |      |      |      |      |      |      |      |      |      |      |      |      |   |      |
| Niederschlag (mm)     | 27   | 40   | 23   | 15   | 2    | 0    | 0    | 0    | 2    | 11   | 35   | 26   | Σ | 181  |
|                       |      |      |      |      |      |      |      |      |      |      |      |      |   |      |
| Sonnenstunden (h/d)   | 4,2  | 5,2  | 5,7  | 5,9  | 7,0  | 7,3  | 6,9  | 7,1  | 6,5  | 6,1  | 4,9  | 4,3  | ⌀ | 5,9  |
|                       |      |      |      |      |      |      |      |      |      |      |      |      |   |      |
| Regentage (d)         | 3    | 2    | 2    | 2    | 0    | 0    | 0    | 0    | 0    | 3    | 3    | 4    | Σ | 19   |
|                       |      |      |      |      |      |      |      |      |      |      |      |      |   |      |
| Wassertemperatur (°C) | 19   | 18   | 18   | 18   | 19   | 20   | 21   | 22   | 23   | 23   | 22   | 20   | ⌀ | 20,3 |
|                       |      |      |      |      |      |      |      |      |      |      |      |      |   |      |
| Luftfeuchtigkeit (%)  | 74   | 74   | 73   | 72   | 73   | 73   | 75   | 77   | 76   | 75   | 74   | 73   | ⌀ | 74,1 |

| 15,5 |

| 15,0 |

| 15,1 |

| 15,4 |

| 16,2 |

| 17,6 |

| 18,6 |

| 19,5 |

| 20,1 |

| 19,1 |

| 17,8 |

| 16,5 |

| 15,5 |

| 15,0 |

| 15,1 |

| 15,4 |

| 16,2 |

| 17,6 |

| 18,6 |

| 19,5 |

| 20,1 |

| 19,1 |

| 17,8 |

| 16,5 |

## Flora
El Hierro liegt zwar im Einfluss des Nordostpassats, trotzdem ist die Vegetation nicht so üppig wie auf den grünen Nachbarinseln La Palma, Teneriffa oder La Gomera. Der Grund liegt darin, dass weite Teile der Insel mit noch jüngerer Lava bedeckt sind und dass auf großflächige Rodung der einst dichten Wälder die Erosion folgte. Aber es gibt trotzdem noch eine große Artenvielfalt und einige Endemiten. Gute Beispiele sind die lebenden Fossilien wie der Kanarische Drachenbaum und einige Farne. Versteinerte Funde weisen darauf hin, dass diese Pflanzen die Nachkommen einer Art aus dem Mittelmeerraum sind, die vor etwa einer Million Jahren dort existierten. Dort sind sie im Quartär, zur letzten Eiszeit ausgestorben, doch im gleich bleibenden atlantischen Klima konnten sie fortbestehen. Andere Pflanzenarten haben auch heute Verwandte im Mittelmeerraum oder auch auf dem Festland in Europa, durch die Isolation der Inseln haben sie sich aber anders entwickelt. Auf El Hierro leben etwa 150 Kanarenendemiten, von denen elf Arten nur auf El Hierro vorkommen. Es handelt sich dabei um Arten von Dickblattgewächsen, Flechten, Disteln und Natternkopf, die meist in den vielen Felsspalten wachsen.
Entscheidend für das Vorkommen der Pflanzenarten ist die Höhenlage. Da gibt es die trockene Küste bis etwa 400 m ü. d. M., darüber bis etwa 800 Meter die halbfeuchte Zone, und schließlich bis zum Gipfel auf 1500 Metern das nebelfeuchte Gebiet.

### Trockene Küstengebiete
An den trockenen Küsten leben die Pflanzen fast nur vom nächtlichen Tau, deshalb gedeihen hier die Sukkulenten, die wasserspeichernden Arten. Dazu gehören auch die weit verbreiteten Wolfsmilchgewächse (kanarisch: tabaiba). Der milchige Saft der Balsam-Wolfsmilch (Euphorbia balsamifera, auch tabaiba dulce) diente in eingedickter Form einst den Hirten als durstlöschender Kaugummi. Dagegen diente der Saft der Säuleneuphorbie oder Kandelaberwolfsmilch (Euphorbia canariensis, spanisch: cardón) den Guanchen als chemische Keule beim Fischfang. Sie wächst auf El Hierro hauptsächlich an den Steilwänden von Las Playas, daher auch der Name der südlichen Gegend des Ortes: Los Cardones. Ebenfalls in der Trockenzone der Küsten ist der Mondampferstrauch (Rumex lunaria) zu finden. Er schmeckt besonders den Ziegen gut. Häufig anzutreffen ist auch der würzig duftende Kanarische Beifuß (Artemisia thuscula), der dichte und niedrige Büsche bildet. In salziger Luft direkt am Meer gedeihen der Kammförmige Strandflieder (Limonium pectinatum) und die Sodapflanze (Mesembryanthenum crystallinum), auch Mittagsblume oder Eiskraut genannt. Diese wandelt das Salz aus der Luft in Soda um, weshalb sie auf den größeren Inseln im 19. Jahrhundert zur Seifenherstellung nach Europa exportiert wurde.

### Halbfeuchte Zone

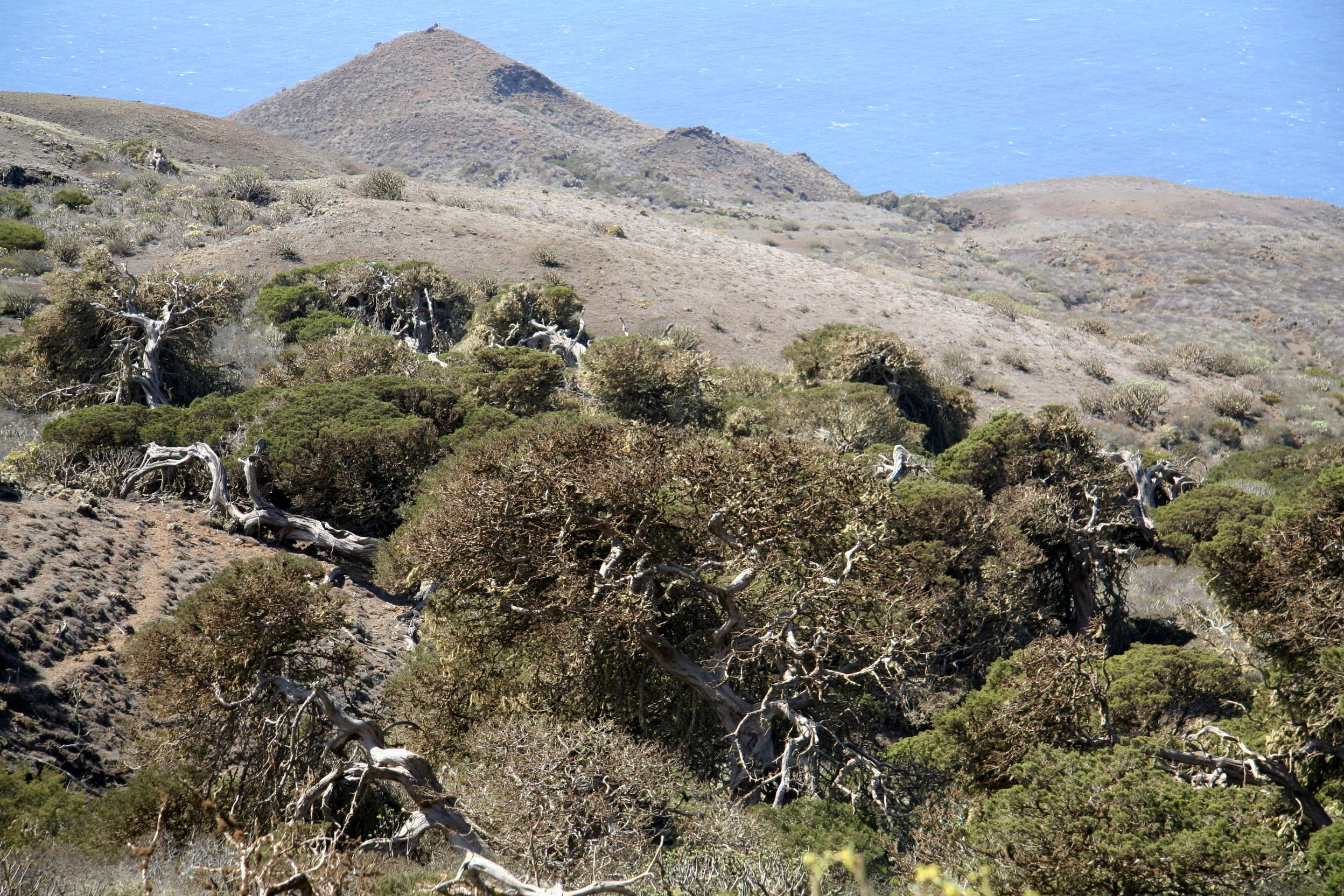
El Sabinar

In dieser Zone, die etwa bei 200 bis 400 m ü. d. M. beginnt, siedeln sich ebenfalls Sukkulente an. Neben verschiedenen Dickblattgewächsen wie Aichryson gedeihen hier auch Kakteen und Agaven. Die Endemiten der Gattung Aeonium auf El Hierro sind Aeonium hierrense und Aeonium valverdense. In dieser Zone gedeihen auch die fiederblättrige Gänsedistel (endemischer Vertreter: Sonchus hierrensis) und die nach Thymian duftenden kleinen Sträucher der auf El Hierro endemischen Grauen Bergminze (Micromeria hierrensis), eine Verwandte des Bohnenkrauts. Auch unter den violett oder blau blühenden Natternkopfarten (Echium) gibt es einen Inselendemiten: Echium hierrensis. Wie Kletten hängt der Samen des Behaarten Zweizahns (Bidens pilosa) an des Wanderers Hosenbeinen. Die Einheimischen nennen ihn amor seco (trockene Liebe). Durch Einwanderer aus Mittel- und Südamerika mitgebracht, gedeihen Opuntia ficus-indica, der Baumtabak (Nicotiana glauca) und die Sisal-Agave (Agave sisalana) auf der Insel prächtig. Schon im 16. Jahrhundert wurden aus Mexiko Opuntien mitgebracht. Sie bedeckten große Flächen der Insel, da sie zur Farbstoffgewinnung aus Cochenille wirtschaftlich sehr wertvoll waren. Die Früchte der Opuntien benutzt der Herreño manchmal als Viehfutter. In der halbfeuchten so genannten Montanstufe wächst neben dem Drachenbaum und der Kanarischen Dattelpalme (Phoenix canariensis) auch das Wahrzeichen der Insel: der Phönizische Wacholder (Juniperus phoenicea ssp. canariensis). Man findet sie als unscheinbaren Busch oder im äußersten Westen El Hierros als mehrere hundert Jahre alte, vom ständigen Wind bizarr geformte Bäume. Es handelt sich dabei nur um die Reste eines ausgedehnten Sabina-Waldes.

### Nebelfeuchte Zone

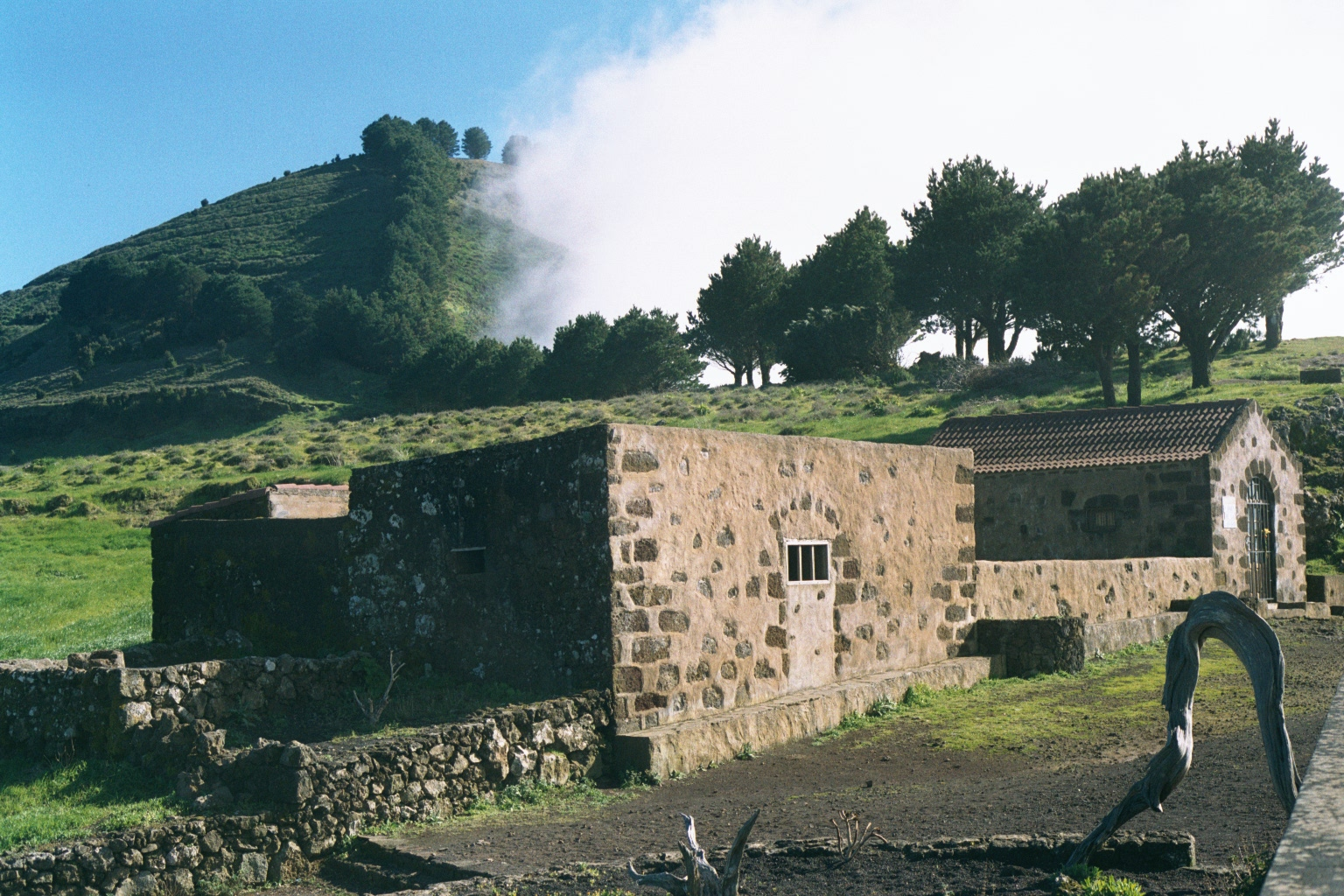
An der Grenze zum Nebelwald: Kapelle „Virgen de la Caridad“, El Hierro

Hier, auf einer Höhe von 800 bis 1500 m ü. d. M., befindet sich El Hierros immergrüner Feuchtwald, der Monteverde, mit Feuchtigkeit liebenden Pflanzen wie den Lorbeerbäumen. Auf den Nachbarinseln La Palma und La Gomera existieren die größten zusammenhängenden Wälder dieser Bäume überhaupt. Auf El Hierro gibt es nur noch kleinere Anhäufungen, teilweise mit Kiefern vermischt. Dort wächst auch der Stinklorbeer (Ocotea foetens). In Lichtungen gedeihen der weiß blühende Mocán (Visnea mocanera) sowie die zu den Ölbaumgewächsen gehörende Picconie (Picconia excelsa) und der Kanarische Erdbeerbaum (Arbutus canariensis). Früher bildeten diese drei Baumarten auf El Hierro ganze Wälder. Vereinzelt ist auch der bis zu 25 Meter hohe Zedern-Wacholder (Juniperus cedrus) anzutreffen. Überwiegend besteht der Nebelwald auf El Hierro, vermischt mit Lorbeer und ein paar Kiefern, aus Baumheide (Erica arborea) und Gagelbaum (Myrica faya). Diesen Wald bezeichnet man auch als Fayal-Brezal-Wald. Im urzeitlichen Dschungel wachsen auch Farne. Der Wurzelnde Kettenfarn (Woodwardia radicans) hat bis zu drei Meter lange Wedel. Außerdem lebt hier der Frauenhaarfarn (Adiantum capillus-veneris), der Adlerfarn (Pteridium aquilinum) und der Kanaren-Wurmfarn (Dryopteris oligodonta). Aus den Wurzeln des Adlerfarns konnten die Bimbaches Mehl herstellen, den Vorläufer von Gofio. Weitere Pflanzen in dieser Zone sind der bis zu zwei Meter hohe Kanarische Johanniskraut-Strauch, der Asphaltklee (Psoralea bituminosa), der ginsterähnliche codeso (Adenocarpus foliolosus) und der Sprossende Zwergginster (Chamaecytisus proliferus). Es gibt außerdem den bis zu 40 Meter hohen, aus Australien eingeführten Eukalyptusbaum (Eucalyptus globulus). Er entzieht dem Boden verhältnismäßig viel Wasser und kann deshalb anderen Pflanzen in der Umgebung Schaden zufügen. Deshalb baut man ihn heute nicht mehr an.

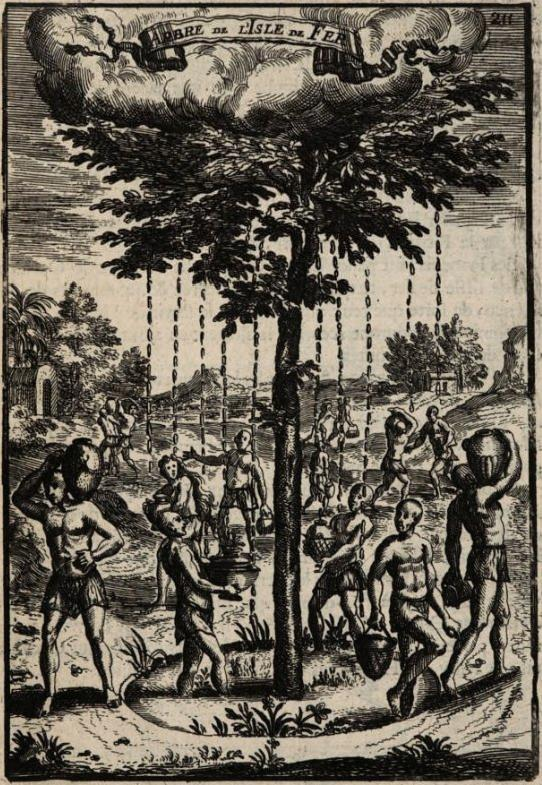
Wassersammelnde Bimbaches am Garoé

Im Inneren der Insel, nördlich von San Andrés auf etwa 1000 m ü. d. M., findet sich ein weiteres Wahrzeichen der Insel, der Garoé (arbol santo), der heilige Baum der Ureinwohner. Es handelt sich um einen schon erwähnten Stinklorbeer, der 1957 neu gepflanzt wurde. Den heiligen Ur-Baum – er war ein Exemplar des Tilo-Lorbeerbaumes – soll 1610 ein Sturm gefällt haben. Der Baum wurde von den Ureinwohnern (Bimbaches) als Wasserspender (durch Nebelkondensation) genutzt und verehrt, da die Insel über wenige Wasserressourcen verfügte. Die Ergiebigkeit dieses Verfahrens ist jedoch sehr begrenzt. Als die Konquistadoren die Insel in Besitz nahmen, entschieden sich die Bimbaches das Versteck des heiligen Baums geheim zu halten. Sie taten es in der Hoffnung, dass die Eroberer die Insel wieder verlassen würden, da sie keine Flüsse oder Quellen vorfanden.
Die Aufnahme des heiligen Baumes in das Wappen der Insel illustriert seine historische Bedeutung (siehe Abschnitt Wappen).

## Fauna

### Reptilien

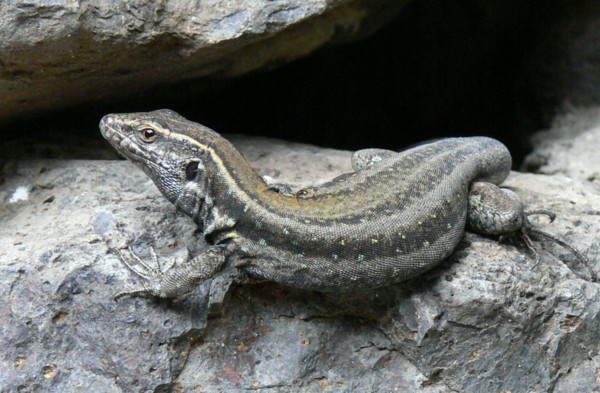
Kleine Kanareneidechse (Gallotia caesaris)

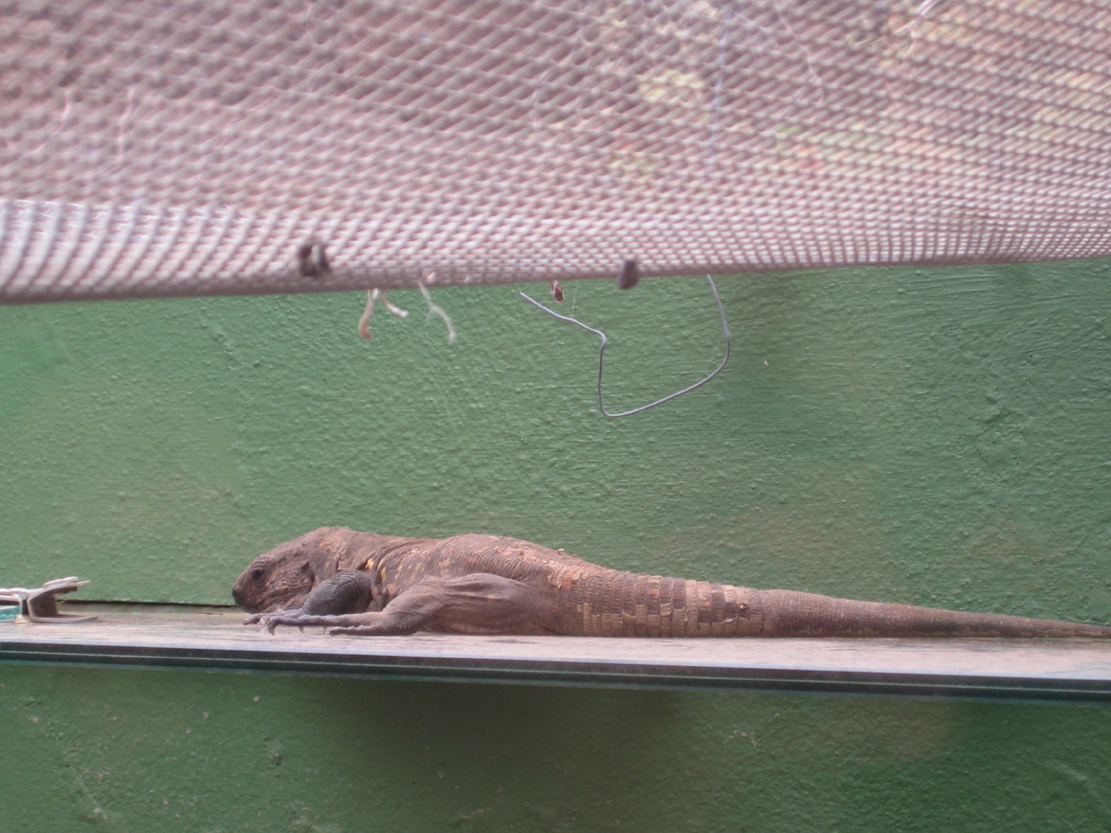
El-Hierro-Rieseneidechse (Gallotia simonyi)

Auf El Hierro sind vor allem Echsen häufig, wie der endemische Gestreifte Kanarengecko (Tarentola boettgeri). Die häufigste Art der Eidechsen (lagartos) ist die Kleine Kanareneidechse (Gallotia caesaris) mit bis zu 35 cm Länge. Oft sieht man auch den blindschleichenähnlichen Kanarenskink (Chalcides coeruleopunctatus) mit Stummelbeinchen, weshalb er auch schon mal für eine Schlange gehalten wird. Auf den Kanaren gibt es jedoch keine Schlangenart. In den Küstengewässern lebt noch die Unechte Karettschildkröte (Caretta caretta), das größte Reptil des Archipels.

#### El-Hierro-Rieseneidechse
El Hierro ist bekannt für eine große urzeitliche Eidechsenart, die El-Hierro-Rieseneidechse (Gallotia simonyi) oder spanisch: Lagarto gigante. Außer dem Menschen, der begann sie zu jagen und zu verspeisen, hatte sie keine Feinde. Zur Zeit der spanischen Eroberung im 15. Jahrhundert ging der Bestand wegen der Kultivierung vieler Landstriche dramatisch zurück. Auch Schafe und Ziegen machten den Echsen das Futter streitig. Sie überlebten nur auf dem Roque Chico de Salmor („kleiner Salmor-Felsen“), der kleineren der vorgelagerten Felseninseln im nördlichen El-Golfo-Tal, wo sie zum Ende des 18. Jahrhunderts erneut entdeckt wurden. In einer wissenschaftlichen Abhandlung aus dem Jahre 1889 wurde den Echsen der Beiname simonyi gegeben, nach dem Naturwissenschaftler und Kanarenforscher Oskar Simony. Die wenigen entdeckten Echsen wurden gefangen und ausgestopft weiterverkauft, so dass sie auch hier wieder als ausgestorben galten. Aber in den 1970er Jahren entdeckte ein Ziegenhirte durch Zufall in der Steilwand Fuga de Gorreta einige Exemplare großer Echsen. Man glaubte, Überlebende hätten sich dorthin flüchten können, doch es war nur eine Unterart des Lagarto gigante. Man nennt sie Gallotia simonyi machadori. Diese kleine Population steht seit 1975 unter Naturschutz. Seit 1996 können einige im Lagartario, im Museumsdorf Guinea, bestaunt werden. Der Lagarto gigante wird bis zu 75 cm lang, hat einen anthrazitfarbenen Schuppenpanzer mit hellem Muster und eine kräftige, gedrungene Gestalt. Er hat einen langen dünnen Schwanz, lange Zehen und ernährt sich von Pflanzen und Insekten. Paarungszeit ist im Mai, einen Monat später werden bis zu zwölf Eier gelegt, aus denen acht Wochen später Junge schlüpfen. Im Jahre 2007 wurden 60 Jungtiere geboren, damit waren in diesem Jahr insgesamt rund 200 Exemplare erfasst. Man weiß nicht, wie alt die Echsen werden, denn keine im Lagartario ist über 37 Jahre alt (Stand 2007).
Die Inselregierung hat Ende 2007 den Bau eines neuen Terrariums beschlossen. Das etwa eine Million Euro teure Projekt wurde zu einem Drittel von El Hierro und zu zwei Dritteln von der Kanarischen Regierung finanziert. Der erste Bauabschnitt, welcher mit Kosten von 300.000 € angegeben wurde, wurde im Jahr 2012 fertiggestellt. Es handelt sich dabei um die insgesamt 22 Becken des Freigeheges mit Umzäunung und einem Container für das Personal bzw. die Überwachung der Anlage.

### Vögel
Einige Vogelarten sind auf El Hierro mit speziellen Unterarten vertreten wie beispielsweise der Buchfink (Fringilla coelebs ombriosa) und die Afrikanische Blaumeise (Cyanistes teneriffae ombriosus, „Hierroblaumeise“). Außerdem gibt es den Kanarengirlitz (Serinus canarius), der mit seinen gezüchteten gelben Genossen in Europas Käfigen, den Kanarienvögeln, in Sachen Gesang und Farbe nicht mithalten kann. Schön singen kann allerdings die Mönchsgrasmücke (Sylvia atricapilla heineken). Ansonsten gibt es auf El Hierro Sperlinge, Amseln, Rotkehlchen, Zaunkönige, Stieglitze und den Wiedehopf. Weiterhin häufig sind der Kanarenzilpzalp (Phylloscopus canariensis) und der Kanarenpieper (Anthus berthelothii), auch Wegläufer genannt.
Auch einige Krähenarten und Kolkraben (Corvus corax) fühlen sich neben Turteltauben und Kanarischer Felsentaube (Columba livia canariensis) wohl. Vom Aussterben bedrohte Fischadler nisten an einigen Steilküsten. Dort gibt es auch Falken, Sperber, den Rotmilan und eine kanarenendemische Unterart des Mäusebussards (Buteo buteo insularum). Dazu kommen die Kanarischen Waldohreulen (Asio otus canariensis) und die Schleiereulen (Tyto alba gracilirostris). Felsenhühner und Wachteln gibt es auf der Insel reichlich. Nicht zu vergessen die Mittelmeermöwe, die nicht nur an den Küsten, sondern auch häufig auf den Weideflächen der Nisdafe-Hochebene anzutreffen ist.

### Insekten
Es gibt etwa 5000 Insektenarten auf der Insel, darunter zahlreiche Schmetterlinge, wie den großen Monarchfalter (Danaus plexippus), den kanarenendemischen Admiral (Vanessa vulcania) und den auf dieser Insel endemischen Samtfalter Hipparchia bacchus. Zudem gibt es einige Nachtfalter. Haustiere unter den Insekten sind die vom Menschen eingeführten Bienen. Ihre Verwandten, die Hummeln, sind endemisch und haben hier ein weißes Hinterteil. Der Marienkäfer ist auf El Hierro etwas größer und heißt San Antonio. Nicht selten begegnet man auch Libellen. Erwähnenswert, aber lästig können große und kleine Heuschrecken werden. Aus Afrika kamen noch in den 1950er Jahren gefräßige Schwärme, die heute kaum eine Bedrohung darstellen, da sie schon auf dem Meer mit Insektiziden traktiert werden.

## Verkehr

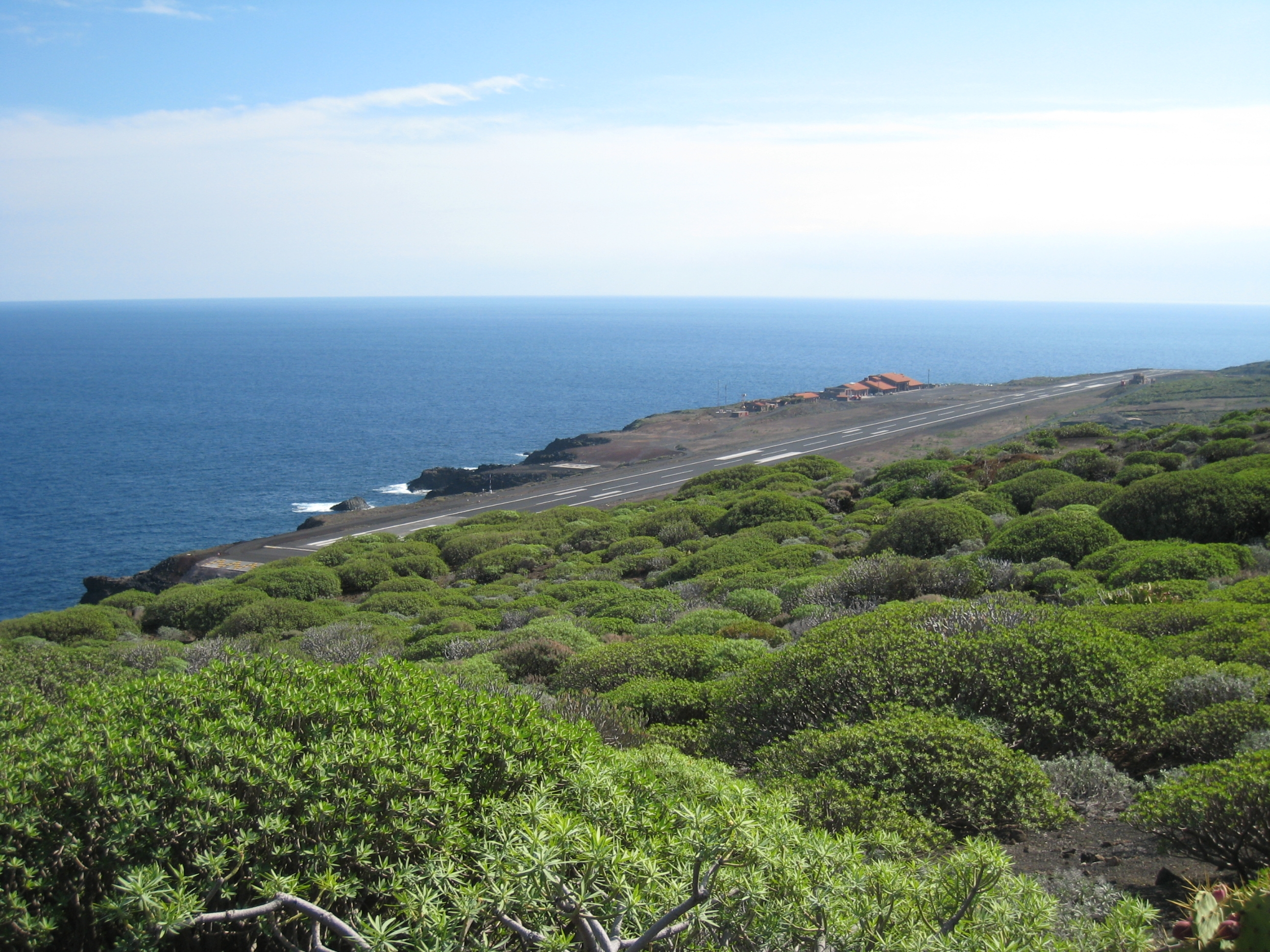
Flughafen El Hierro im äußersten Osten der Insel

Mit seinem Inselflughafen ist El Hierro durch Direktverbindungen der Fluggesellschaft Binter Canarias mit den Nachbarinseln Gran Canaria und Teneriffa (Flughafen Teneriffa Nord) verbunden.
Anfang der 1990er Jahre ging eine regelmäßige Personen-Fährverbindung in Betrieb. Der wichtigste Inselhafen, in dem auch die Personenfähren anlegen, ist der Puerto de La Estaca an der Ostküste, etwa sieben Kilometer von der Inselhauptstadt Valverde entfernt. Seit März 2014 verbindet ein Katamaran der Reederei Naviera Armas El Hierro täglich mit Los Cristianos im Südwesten von Teneriffa. Noch 1960 war El Hierros Hafen Puerto de la Estaca die einzige Verbindung zur übrigen Welt. Bis dahin legte nur einmal wöchentlich ein Postschiff hier an. Der Name des Inselhafens hat seinen Ursprung in der Zeit, als Segelboote an einer am Fels befestigten Eisenstange, der estaca, vertäut werden mussten. Größere Schiffe mussten noch auf dem Meer ankern, da die Mole für die Einfahrt zu kurz war. Kleine Boote brachten die Fracht dann an Land.
Flug- und Fährhafen sind auf El Hierro per Linienbus oder Taxi bequem erreichbar. Heute sind die wichtigsten Straßen der Insel gut ausgebaut, so dass fast jeder Ort unproblematisch erreichbar ist. So wurde beispielsweise am 25. August 2003 der knapp drei Kilometer lange Straßentunnel zwischen Mocanal nahe der Hauptstadt Valverde und dem Tal El Golfo eröffnet, so dass sich dieser Weg erheblich verkürzt hat.

## Energieversorgung

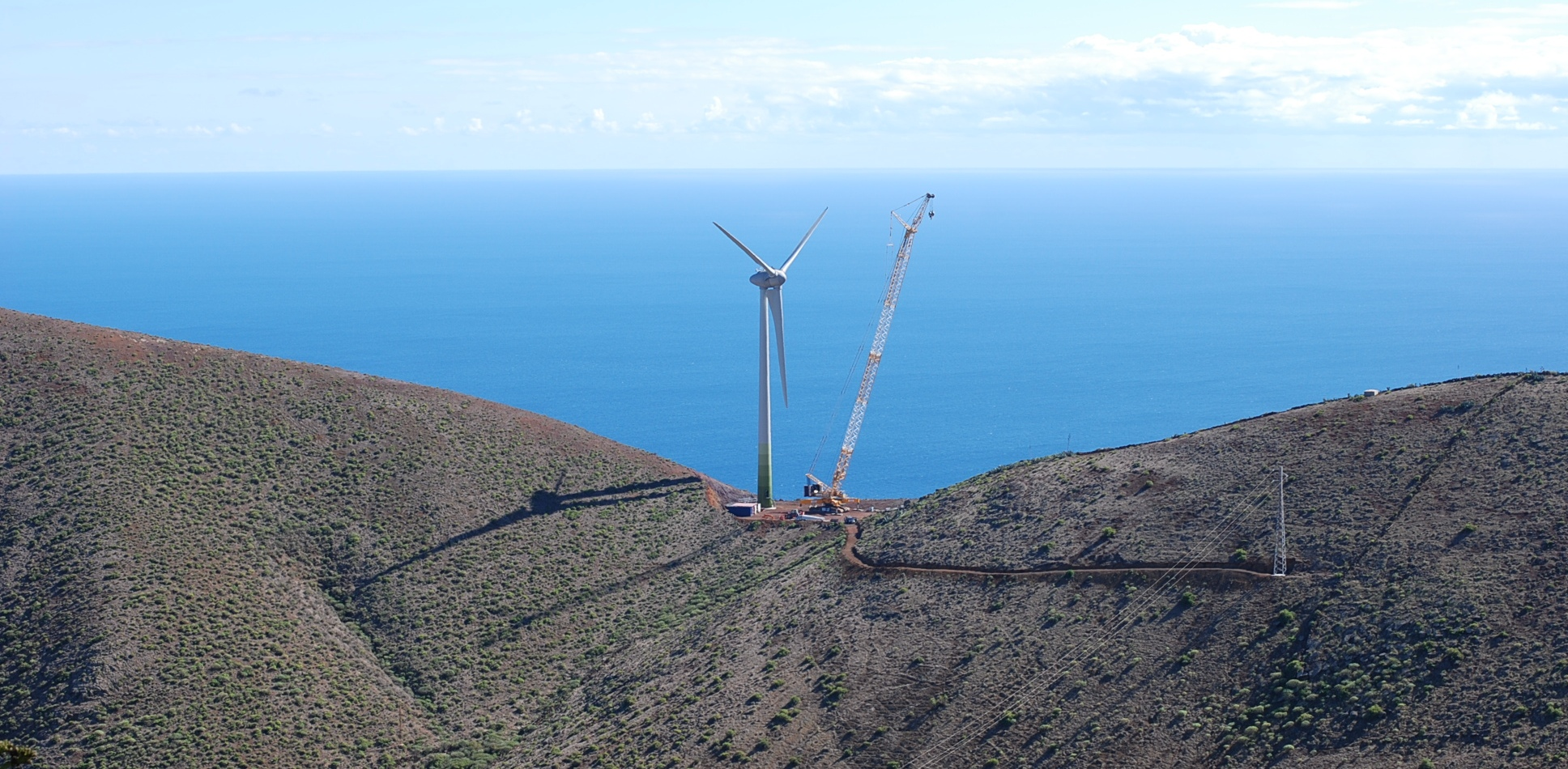
Erste von fünf Windkraftanlagen mit je 2,3 Megawatt Leistung

Bis zum Jahr 2015 wurde die Insel nur mit dem Strom von Dieselgeneratoren versorgt. Diese haben eine Leistung von 13,6 Megawatt. Im Jahr 2011 produzierten sie insgesamt 44,6 GWh, hierfür wurden 9812 Tonnen Diesel benötigt, die Kosten hierfür betrugen insgesamt 10,8 Millionen Euro. Der Spitzenstrombedarf von El Hierro im Jahr 2011 betrug 7,56 Megawatt.
Das Windwasserkraftwerk „Gorona del Viento (GdV)“ sollte die Insel unabhängig von fossilen Energien machen. Fünf Windkraftanlagen vom Typ E-70 mit insgesamt 11,5 Megawatt wurden dazu auf einem Bergrücken im Nordosten der Insel errichtet. Zusätzlich wurde ein 380.000 Kubikmeter fassendes oberes Wasserbecken zur Speicherung von Wasser für Bewässerungszwecke und für das Pumpspeicherkraftwerk gebaut. Bei Windenergieüberschuss kann Wasser aus dem 150.000 Kubikmeter großen Unterbecken in Meereshöhe 655 Meter höher gepumpt werden. Bei Bedarf kann das Wasser des Oberbeckens mittels Wasserturbinen zur Energieerzeugung beitragen. Die Kosten für das Projekt betrugen 85 Millionen Euro.
Die Stromproduktion sollte auch den Bedarf für die Meerwasserentsalzungsanlagen und Elektrofahrzeuge decken. Die Energieversorgung aus erneuerbaren Energien sollte um 23 Prozent kostengünstiger sein als die frühere Stromversorgung mit Dieselgeneratoren.
Mittlerweile hat sich herausgestellt, dass die auf El Hierro installierte Kombination nicht ausreicht, um die Insel ausschließlich mit erneuerbaren Energien zu versorgen. Berechnungen nach müssten statt 11,5 Megawatt Windgeneratorleistung 17 Megawatt installiert sein, und das Pumpspeicherwerk müsste die zwanzigfache der ursprünglich geplanten Speichermenge aufnehmen können. Aus den veröffentlichten Informationen gehe hervor, dass aus Gründen der Netzstabilität selbst zu Zeiten mit Windenergie-Überschuss die Dieselgeneratoren weiter liefen, während das eigentlich zur Speicherung vorgesehene hochgepumpte Wasser ungenutzt ins Talbecken abfloss.
Bis zum 31. Oktober 2016 konnten etwa 39 Prozent des Strombedarfes der Insel durch das Windwasserkraftwerk gedeckt werden. Im Jahr 2018 wurden 56,6 Prozent des Strombedarfs von El Hierro durch das Windwasserkraftwerk gedeckt. Seit dem Projektstart wurde der gesamte Stromverbrauch der Insel von ca. 160 GWh durch ca. 88 GWh Dieselstrom und ca. 72 GWh Wind- und Wasserkraft erzeugt. Das entspricht einem Deckungsgrad durch erneuerbare Energien von 45,2 Prozent.
Photovoltaik ist auf der Insel nur in sehr geringem Maße vorhanden. Im März 2023 wurde von Endesa die Planung einer Photovoltaikanlage mit 5 MW Leistung plus 5 MW Batterie in der ersten Ausbaustufe angekündigt, die die Versorgung mit alternativer Energie auf 80 % erhöhen soll. Auch von der Erzeugung und Speicherung von Wasserstoff ist die Rede.
Die aktuelle Erzeugungsstatistik kann auf einer Internetseite abgerufen werden.

## Tourismus

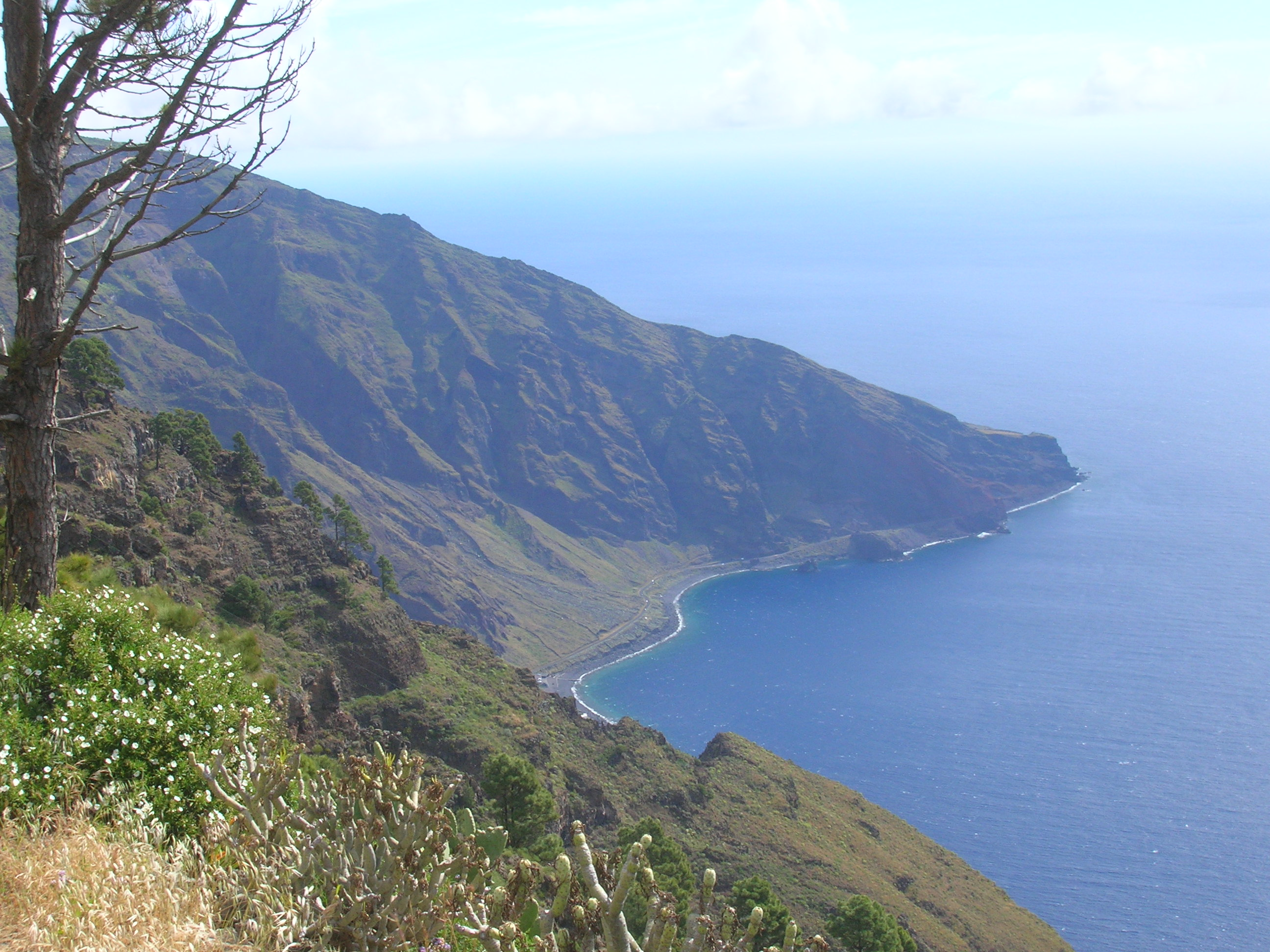
Blick vom Mirador de Las Playas zur Punta de La Bonanza

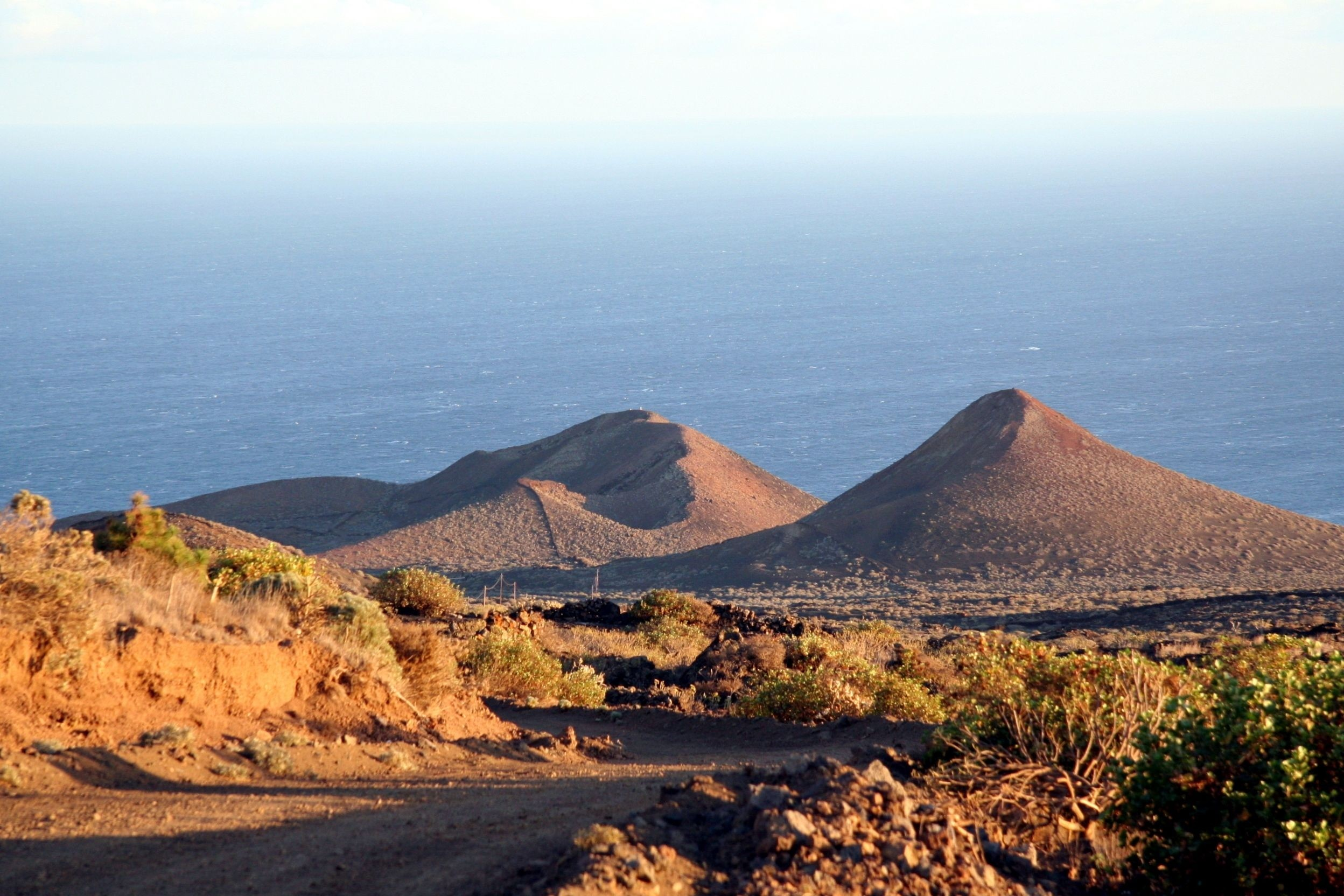
Abendstimmung über El Lajal

Die nicht direkte Erreichbarkeit der Insel und das Fehlen klassischer Strände machen El Hierro für pauschalen Massentourismus unattraktiv. 1984 wurde das Patronato de Turismo in Valverde von der Inselregierung eingerichtet. Es berät und informiert die Urlaubsgäste, wirbt für El Hierro und kümmert sich um touristische Einrichtungen. Seit 1996 haben Fernsehspots im spanischen Fernsehen mit der Isla de la tranquila diferencia, der ruhigen Alternative geworben. Qualität soll vor Quantität gehen. Für den Individualurlauber ist sie mit ihren vielen verschiedenen Landschaftsbildern ein Ziel.
Ein Sandstrand von einigen 100 Metern Länge (Playa del Verodal) befindet sich an der Westküste. Wegen einer meist sehr ausgeprägten Brandung ist er jedoch nur eingeschränkt für Badegäste nutzbar. Seit 2011 ist dieser Meereszugang zudem wegen Steinschlaggefahr für den öffentlichen Zugang gesperrt. Außerdem gibt es bei Timijiraque einen weiteren flachen Sandstrand, der zum Baden und Wellenreiten geeignet ist.
Im Golfo-Tal an der Nordwestseite der Insel gibt es einige durch kleine Mauern gegen die Brandung geschützte Meeresschwimmbecken (La Maceta oder Los Sargos). Ebenfalls zum Baden geeignet ist der kleine Sandstrand im Hafen von La Restinga, der durch die Mole in geschützter Lage ganzjährig nutzbar ist. Eine auch bei den Herreños beliebte Badestelle ist das Tacoron, etwa fünf Kilometer nordwestlich von La Restinga. Sauberes Wasser und eine artenreiche Meeres-Fauna machen das Schnorcheln lohnend. Oberhalb der Badestelle gibt es Grillplätze. Das Mar de las Calmas genannte Meeresgebiet an der Südwestküste der Insel ist ein bekanntes Tauchgebiet. Etwas abgelegen ist die Bucht Playa de la Arena auf der Ostseite der Insel.
Des Weiteren gibt es mehrere Aussichtspunkte (Miradores), die an besonders exponierten Stellen und meist gepflegt ausgestaltet sind. Beispiele: Mirador de Las Playas am Ostrand der Insel über der Bucht von Las Playas, Mirador de la Peña mit dem vom lanzarotenischen Künstler César Manrique entworfenen Restaurant und einem weiten Blick auf die Bucht von El Golfo.
In Las Puntas gibt es das Hotel Punta Grande, das einst kleinste Hotel der Welt. Seinen Eintrag im Guinness-Buch der Rekorde verlor es aber inzwischen. Die Felsgravuren Los Letreros sind geschichtlich interessant.

## Kultur

### Folklore
Die Folklore El Hierros ähnelt grundsätzlich derer der anderen Kanarischen Inseln, wobei es einige Besonderheiten wie das Flötenspiel (pito herreño) und inselspezifische Tänze gibt. Charakteristisch sind die lokalen Flöten-  und Trommelvereine, wie man sie in Galicien oder im Norden Portugals hat. Etwas Besonderes ist der herrenische Tango mit seinen kurzen und schnellen Bewegungen.
Typische Folklore-Tänze kann man bei der Bajada de la Virgen de los Reyes sehen, der alle vier Jahre stattfindenden Fiesta zu Ehren der Insel-Schutzheiligen Virgen de los Reyes. Die Inselregierung beabsichtigt Folklore-Vereine zu unterstützen. Derzeit gibt es auf El Hierro diverse Folklore-Vereine, die sich der inselspezifischen wie auch der gesamten kanarischen Folklore widmen. Diese Vereine sind die Agrupación Folclórica Tejeguate, die Agrupación Folclórica Armiche, die Agrupación Folclórica Joapira, die Agrupación Folclórica La Frontera, die Agrupación Folclórica Sabinosa, die Agrupación Folclórica Taicares, die Agrupación Folclórica Taros und die Agrupación Folclórica Bentaica.

### Fiestas

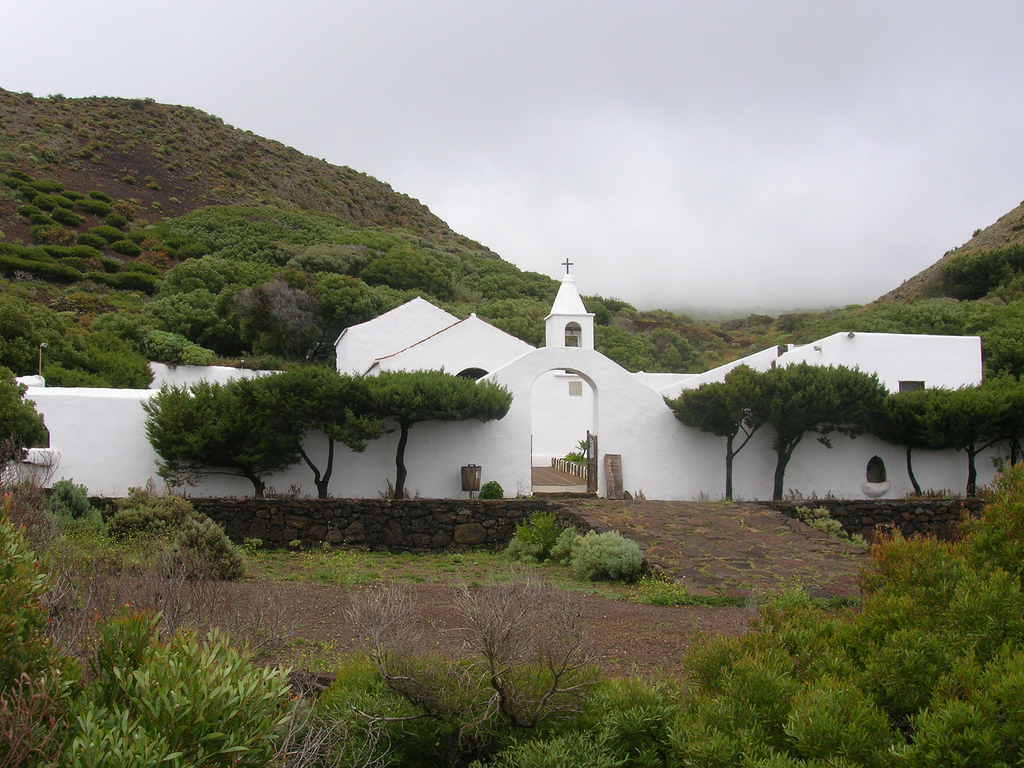
Kirche der Virgen de los Reyes

Seit 1741 ehren die Insulaner alle vier Jahre im Juli ihre Inselheilige und Schutzpatronin Nuestra Señora de los Reyes, die Jungfrau der Heiligen drei Könige. Dazu findet als Höhepunkt einer vierwöchigen Fiesta, begleitet von Messen, Feuerwerk, Folklore, Konzerten und Lucha Canarias (Kanarischem Ringkampf), die Bajada de la Virgen de los Reyes statt. Bei dieser in den frühen Morgenstunden beginnenden Prozession wird die Marienfigur auf einer Sänfte 28 Kilometer weit, von West nach Ost, über die Insel getragen. Die Strecke ist Teil eines insgesamt etwa 44 Kilometer langen Weges, dem Camino de la Virgen. Dieser führt von der aus der Mitte des 18. Jahrhunderts stammenden Kapelle Santuario de Nuestra Señora de los Reyes auf der Dehesa-Hochebene über einige Berge, wie auch den 1500 m hohen Pico de Malpaso, hinab nach Valverde zur Kirche Nuestra Señora de la Concepción, deshalb auch der Name bajada (spanisch für ‚Abstieg‘). Dazu klingen im ³/₄-Rhythmus großer, mit Ziegenfell bespannter Trommeln die immer gleichen Melodien der pitos (einfacher Querflöten aus PVC oder Aluminium) zum Baile de la Virgen, vorab begleitet von bailarínes, den Tänzerinnen und Tänzern. So gelangt die Prozession mit der Marienfigur am Ende in der einbrechenden Nacht zur Kapelle. Es ist Brauch, dass, sobald das Bildnis nach den wenigen Pausen weitergetragen wird, den gesamten Weg getanzt wird. Zu dieser Fiesta kommen auch Besucher der umliegenden Inseln und ausgewanderte Herreños aus Übersee, wobei meist alle Unterkünfte auf El Hierro ausgebucht sind.

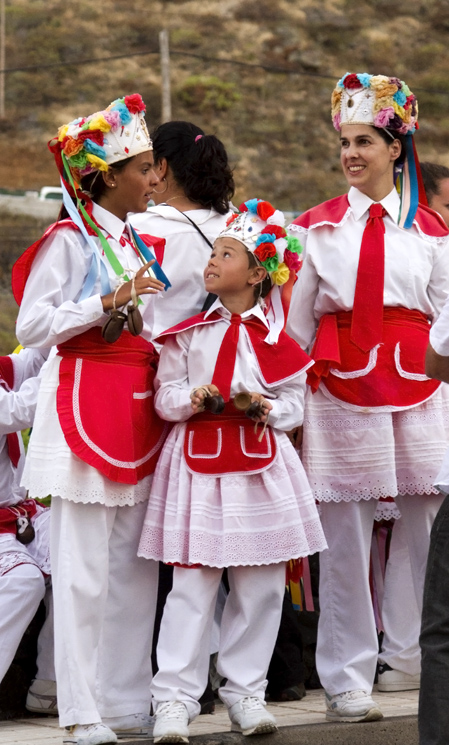
Tänzerinnen in typischer Tracht in El Tamaduste

Weitere jährlich stattfindende Feierlichkeiten, sogenannte Fiestas, mit Zeit- und Ortsangabe:
| Datum                 | Bezeichnung            | Ort                      |
| --------------------- | ---------------------- | ------------------------ |
| 3. März               | La cruz                | El Pinar                 |
| 25. April             | Fiesta de los pastores | La Dehesa                |
| 15. Mai               | San Isidro             | Valverde                 |
| 1. Sonntag im Juni    | La apañada             | San Andrés               |
| 24. Juni              | San Juan (Johannistag) | La Restinga y Las Puntas |
| 29. Juni              | San Pedro Apóstol      | El Mocanal               |
| 16. Juli              | Virgen del Carmen      | La Restinga              |
| 21. Juli              | Fiesta Amador          | Belgara – La Frontera    |
| 10. August            | San Lorenzo            | La Frontera              |
| 15. August            | La Candelaria          | La Frontera              |
| 16. August            | San Roque              | Belgara – La Frontera    |
| 12. September         | La Paz                 | El Pinar                 |
| 24. September         | Virgen de los Reyes    | La Dehesa                |
| 3. Sonntag im Oktober | Virgen de La Peña      | Erese – Guarazoca        |
| 28. Oktober           | San Simón              | Sabinosa                 |

### Bimbache openART Festival
Eine Veranstaltung mit zeitgenössischen Inhalten ist das von der UNESCO empfohlene Bimbache openART Festival (ursprünglich Bimbache Jazz y Raíces Festival), das sich als Erweiterung der Nachhaltigkeitsprojekte der Inselregierung versteht. Zu diesem jährlich im Juli/August stattfindenden Festival der multikulturellen und interdisziplinären Begegnung werden Künstler aus aller Welt und aus den verschiedensten Traditionen und Genres zu Kollaborationen miteinander sowie mit einheimischen Künstlern eingeladen. Im Gegensatz zum üblichen Festivalmodell werden grundsätzlich nur Werke aufgeführt, die die teilnehmenden Künstler in der den Konzerten vorangehenden Projektwoche zusammen erarbeiten. Weiterhin dienen die während des Festivals kreierten Werke als Ausgangsmaterial für internationale Tourneen.
Das Festival wurde 2005 erstmals abgehalten. Die künstlerische Leitung hat der deutsche Gitarrist Torsten de Winkel inne. Zu den beteiligten Künstlern zählen internationale Virtuosen aus unterschiedlichen Stilrichtungen und Traditionen, unter anderem aus den Ensembles von Placido Domingo, Pat Metheny, Joss Stone, Paco de Lucia, John McLaughlin, José Carreras, Los Panchos oder Herbie Hancock, sowie führende Repräsentanten der kanarischen Kulturszene.

### Sport
Ein populärer Sport auf El Hierro ist der traditionelle Kanarische Ringkampf, genannt Lucha Canaria. Er findet auf einer kreisrunden, mit Sand bedeckten Fläche von etwa zehn Metern Durchmesser statt, dem so genannten Terrero. Über die Insel verteilt gibt es sieben solcher Terreros: vier in der Gemeinde Valverde, zwei in El Pinar und einer in La Frontera. Der Verband des Lucha Canaria für El Hierro, die Federación Insular de Lucha Canaria, hat seinen Sitz in Valverde.

## Dokumentation
- La Gomera & El Hierro. Ein Land vor unserer Zeit. Regie: Petra Maier, ZDF, Deutschland, 52 Minuten, 2022

### Fotos und Videos
- GEOMAR Helmholtz-Zentrum für Ozeanforschung Kiel, Universität von Las Palmas de Gran Canaria (ULPGC), Instituto Español de Oceanografía, Centro Oceanográfico de Canarias (IEO): Mit Tauchboot JAGO zum Unterwasser-Vulkan auf El Hierro, Video zu Forschungsarbeiten am 2011 ausgebrochenen Unterwasser-Vulkan

### Inselverwaltung
- Website der Inselregierung (spanisch)

### Zu Fauna und Flora
- Flora und Vegetation von El Hierro (deutsch, englisch, spanisch)
- Flora und Fauna in Höhlen auf El Hierro (spanisch; PDF; 1,5 MB)

### Geologie
- El Hierro – Ein geologischer Überblick. In: rainer-olzem.de.

#### Wissenschaftliche Beiträge
- El Hierro im Global Volcanism Program der Smithsonian Institution (englisch)
- James M. Day u. a.: Evidence for distinct proportions of subducted oceanic crust and lithosphere in HIMU-type mantle beneath El Hierro and La Palma, Canary Islands. (PDF; 1,1 MB). 2010. (Science Direct, englisch)
- M. R. Gee u. a.: Offshore continuation of volcanic rift zones, El Hierro, Canary Islands. (PDF; 819 kB). In: Journal of Volcanology and Geothermal Research. Band 105, 2001, S. 107–119. (englisch)
- M. Longpre, V. Troll, T. H. Hansteen, E. Anderson: Ankaramitic Lavas and Clinopyroxene Megacrysts From the Tanganasoga Volcano, El Hierro Island (Canary Archipelago). American Geophysical Union, Fall Meeting 2009, abstract #V51A-1662, Publication Date: 12/2009, bibcode:2009AGUFM.V51A1662L (englisch)
- N. A. Stroncik u. a.: The magmatic plumbing system beneath El Hierro (Canary Islands): constraints from phenocrysts and naturally quenched basaltic glasses in submarine rocks. (PDF; 1,0 MB). In: Contrib Mineral Petrol. Band 157, 2009, S. 593–607. doi:10.1007/s00410-008-0354-5 (englisch)
- J. J. Hernandez u. a.: Volcanic caves in El Hierro island, Canary Islands, Spain. (PDF-Datei, englisch; 1,4 MB).
- Julio de la Nuez Pestana, E.R Badiola, Juan Carlos Carracedo Gómez, Hervé Guillou, Francisco José Pérez Torrado: Geology and volcanology of La Palma and El Hierro, western Canaries. In: Estudios geológicos. Band 57, Nr. 5-6, 2001, ISSN 0367-0449, S. 175–273 (englisch, spanisch, Abstract [abgerufen am 24. Februar 2020]).
- Serie Sísmica de El Hierro. (PDF; 675 kB). Grúpo de Investigación de Ingeniería Sísmica, Universidad de Madrid (Übersicht zur Geologie und Seismographie von El Hierro) (spanisch) (Stand: 29. September 2011)

#### Andere
- Vulkanüberwachung El Hierro. Instituto Geográfico Nacional (spanisch)
- Vulkanausbrüche bei El Hierro. In: Der Spiegel.
- El Hierro auf Volcano Live (englisch)
- Video von GeoLurking: Erdbeben vom 10. Oktober 2011 bis zum 30. Oktober 2011 (englisch)
- Radiosendung: Blick in den Kreißsaal der Natur – vor El Hierro wird ein Vulkan geboren. Bayern2 IQ vom 9. Februar 2012 (Memento vom 15. Februar 2012 im Internet Archive)
- Bimbache openART Festival
- Radiosendung: Kultur und Nachhaltigkeit auf El Hierro – Torsten de Winkel im Gespräch. hr2 Doppelkopf vom 6. Mai 2010
- Video: El Hierro, ein umweltfreundliches Paradies. arte Future 2015